# St. Peter und Paul (Nalbach)

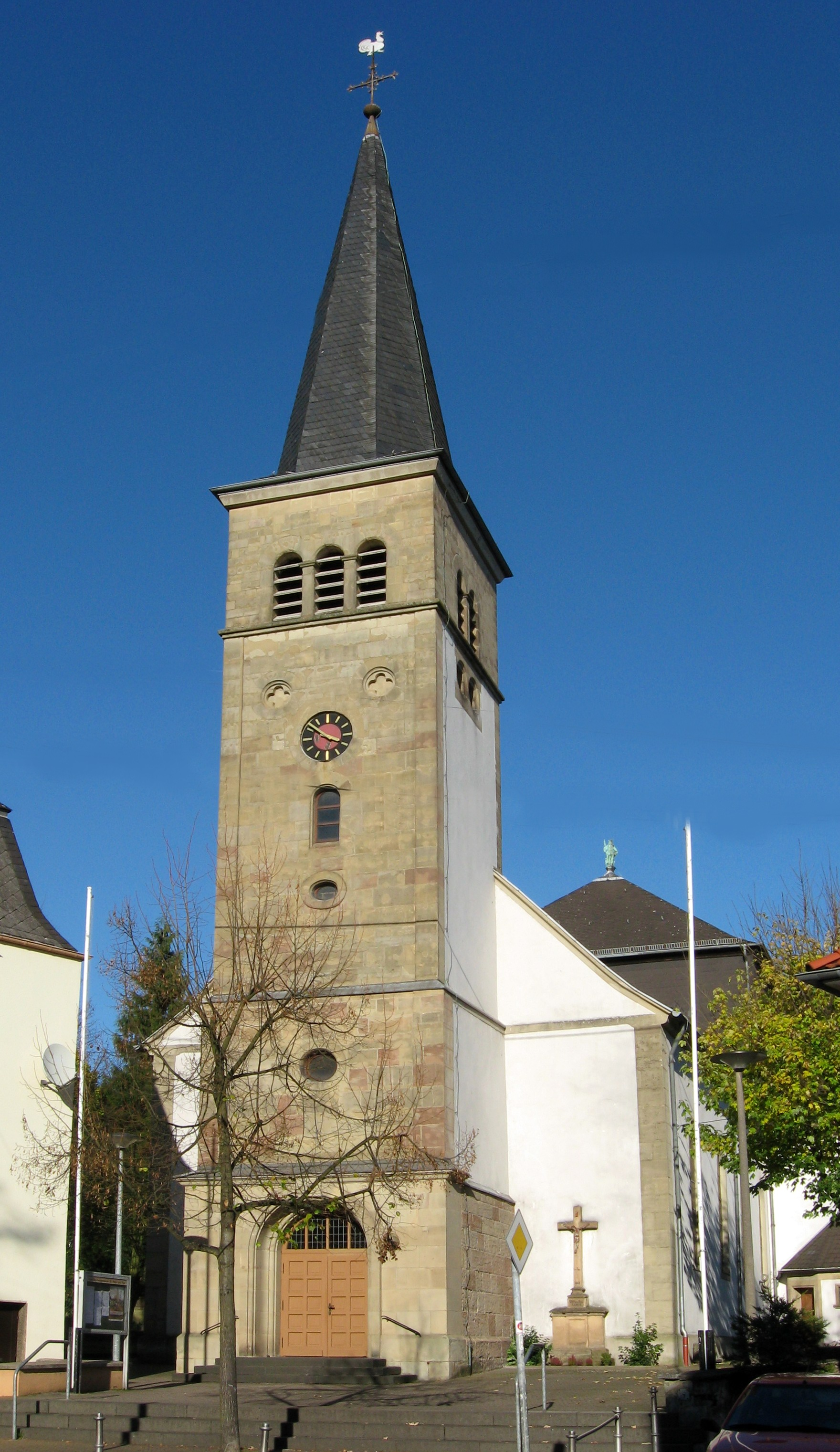
Pfarrkirche St. Peter und Paul, Turmfront

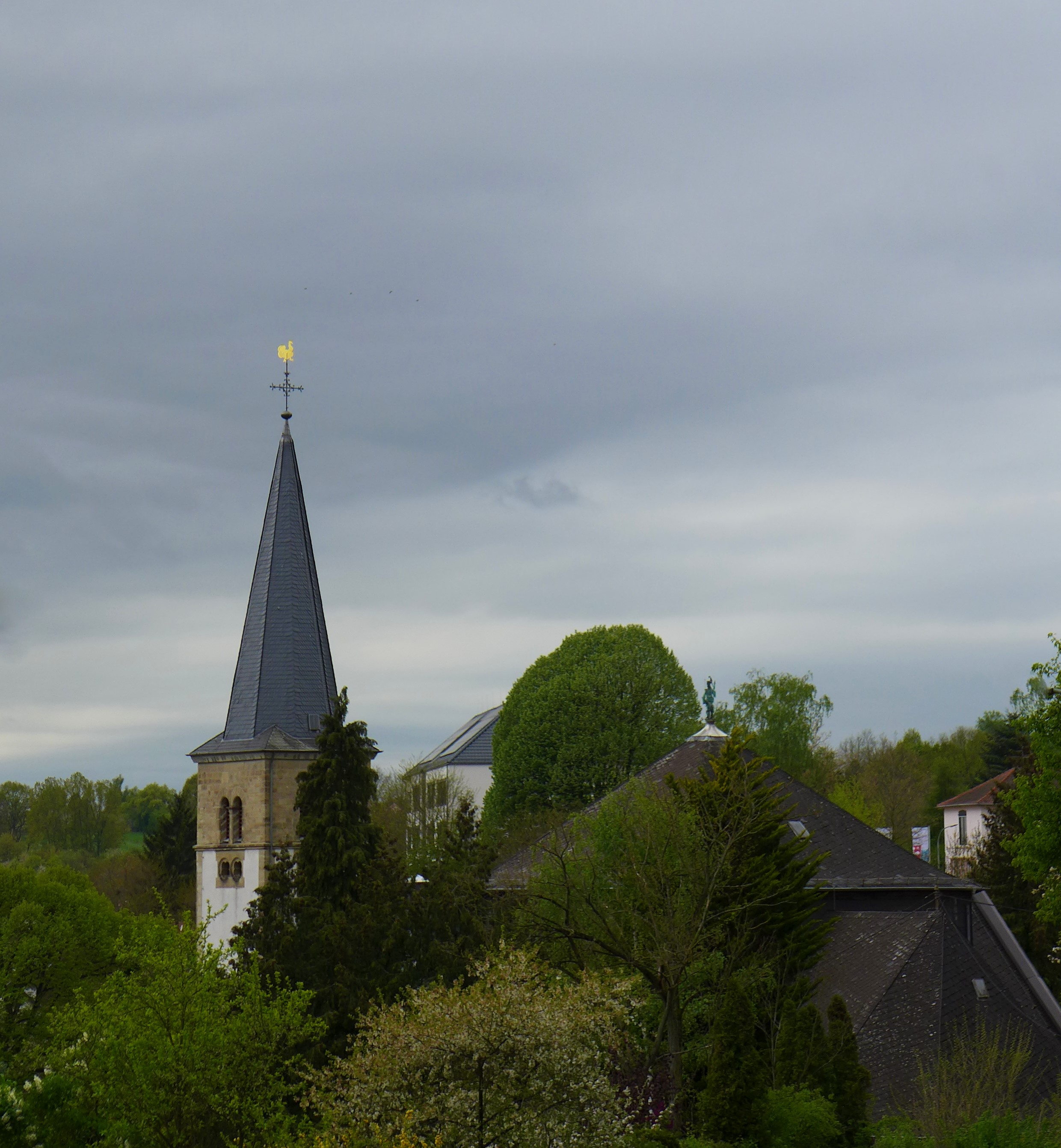
St. Peter und Paul, Blick von der Piesbacher Straße aus auf die im Tal liegende Kirche

Die Pfarrkirche St. Peter und Paul und St. Hubertus ist eine katholische Pfarrkirche in der saarländischen Gemeinde Nalbach, Landkreis Saarlouis. Sie trägt das Haupt-Patrozinium Peter und Paul (29. Juni) der Apostel Simon Petrus und Paulus von Tarsus. Zweiter Patron ist der heilige Hubertus von Lüttich, dessen Gedenktag der 3. November ist. Das Sakralgebäude ist in der Denkmalliste des Saarlandes als Einzeldenkmal aufgeführt. Die Kirche ist dem Bistum Trier zugeordnet. Seit dem Jahr 2011 ist die katholische Pfarrgemeinde St. Peter und Paul zusammen mit den Pfarreien Herz-Jesu in Bilsdorf, St. Johannes der Täufer in Piesbach sowie St. Michael in Körprich zur Pfarreiengemeinschaft Nalbach zusammengefasst.

## Geschichte der Pfarrei Nalbach

### Mittelalter
Die Nalbacher Kirche war bis zur Errichtung der Dieffler Filialkirche St. Josef und St. Wendelin in den Jahren 1899–1900 und deren Erhebung zur Pfarrkirche im Jahr 1919 die einzige Kirche des Nalbacher Tales. In allen übrigen Dörfern des Nalbacher Tales gab es nur Kapellen. Die Pfarrkirche St. Peter und Paul ist die Mutterkirche der umliegenden sechs Dörfer des Nalbacher Tales: Diefflen, Piesbach mit Bettstadt, Bilsdorf und Körprich, der Nalbacher Siedlung Bierbach und außerdem der historischen untergegangenen Siedlungen Heuchlingen, Theter, Heisterbach und Heynschiet. Vor der Kirche stand im Mittelalter eine Gerichtslinde, unter der bei den Nalbacher Jahrgedingen die jährlichen Weistümer beschlossen wurden.
Nalbach, das als Pfarrei urkundlich erstmals im 11. Jahrhundert erwähnt worden war, gehörte im Mittelalter zum Archidiakonat St. Mauritius Tholey und zum Dekanat bzw. Landkapitel Merzig im damaligen Erzbistum Trier. Das Petrus-Patrozinium (Fischerpatron) könnte auf die Entstehung Nalbachs als Fischersiedlung an der damals fischreichen Prims hindeuten. Ebenso ist ein Bezug zum Petrus-Patrozinium des Trierer Domes denkbar. Das Petrus- bzw. Petrus-und-Paulus-Patrozinium zählt zu den typischen fränkischen Patrozinien des Saarlandes. Das Gebiet des Nalbacher Tales war ursprünglich Reichsgebiet, bevor es zum Kurfürstentum Trier kam.
Durch eine Schenkung des Trierer Erzbischofes Eberhard aus dem Jahr 1048, einen Schutzbrief Heinrichs III. von 1098 und einen Schutzbrief des Papstes Hadrian IV. von 1154 sowie durch Erwerbung der Rechte des Nalbacher Rittergeschlechtes im Jahr 1331 besaß das Stift St. Simeon in Trier im Nalbacher Tal die Grundgerichtsbarkeit, das Steuererhebungsrecht und das Recht zur Besetzung der Pfarrstellen. Das Trierer Erzstift hatte noch immer die Mittel- und Hochgerichtsbarkeit inne. In der Ausübung der Gerichtsbarkeit ließ sich das Erzstift durch die Freiherren von Hagen zu Motten vertreten.
Die mittelalterliche Kirche der gotischen Epoche war dreischiffig und hatte ein höheres Mittelschiff. An den Chor war an der Südseite ein Turm und an der Nordseite eine Sakristei angebaut. Die Kirche soll etwa 22,70 m lang und 13,25 m breit gewesen sein.
Unmittelbar neben dieser Kirche, in Richtung der Prims lag der Kirchhof des gesamten Nalbacher Tales. Das zweitgrößte religiöse Gebäude des Nalbacher Tales war die seit 1330 urkundlich erwähnte Körpricher Michaelskapelle, die Körprich (abgeschliffene Form von „Kirchberg“) den Namen gab. Die Körpricher Kapelle war, wie die heute zerstörte Dieffler Wendelinskapelle im Kirchenweg (heute Nalbacher Straße), ein von der Nalbacher Mutterpfarrei abhängiges Gebäude.
Ein Privileg sicherte den Körpricher Gläubigen zu, dass der Nalbacher Pfarrer an bestimmten Feiertagen und am Ostermontag und am Michaelstag in der dortigen Kapelle eine Messe zu halten hatte.
Diefflen verfügte über eine eigene kleine Kapelle, die sich am Kirchenweg nach Nalbach befand (heute: Nalbacher Straße Nr. 103). Hier versammelten sich die Einwohner des kleinen Dorfes zum Gebet und gelegentlich wurden Messen gelesen.
Das Alter dieser Kapelle ist ungewiss. Schutzpatron war der heilige Wendalinus. Eine Urkunde der Abtei Sankt Peter und Maria in Mettlach aus dem Jahr 1488, die selbst eine Abschrift einer Urkunde aus dem Jahr 1460 ist, nennt Papst Pius II., der die Abtei Mettlach von Senis auf Sardinien mit der Bestellung des Geistlichen für den Ort Diefflen beauftragte:
Papst Pius II. billigt und bestätigt dem Kloster Mettlach alle Kollationen von Kirchen und Kapellen, die „uns (gemeint ist die Abtei Mettlach) angeschlossen sind, ferner Dörfer und Zehnten, Höfe und Güter, welche in der Bulle aufgezählt sind. Gegeben zu Senis im zweiten Jahr unseres Pontifikates 1460.“
Das Kollationsrecht bezeichnete das Vorschlagsrecht für einen Kandidaten bei der Neubesetzung eines geistlichen Amtes. Häufig besaßen Klöster oder Stifte das Kollationsrecht für Pfarrstellen in ihrem Seelsorgebereich. Üblicherweise musste dieser Vorschlag von einer oder mehreren übergeordneten Instanzen bestätigt werden, meist vom jeweiligen Bischof oder Landesherrn. Ebenso konnte der Kollator nicht über eine endgültige Investitur entscheiden. Das Kollationsrecht war an weitere Verbindungen zu der jeweiligen Pfarrstelle gebunden. So war der Kollator oft verpflichtet, für den baulichen Unterhalt des betreffenden kirchlichen Gebäudes Sorge zu tragen.
Die Urkunde von 1460 war auf Bitten des Mettlacher Abtes Wilhelm von Helmstett verfasst worden, der mit Adelsherren um Zehnte und Besitzrechte im Streit lag.
Neben Diefflen wurden weitere 13 Orte mit Kirchen oder Kapellen genannt. Es bleibt unklar, ob die Abtei Mettlach den Gottesdienst in Diefflen in einem Wohnhaus, einer Scheune oder in einer bereits bestehenden Kapelle abhielt.

### Neuzeit

#### Barocker Neubau

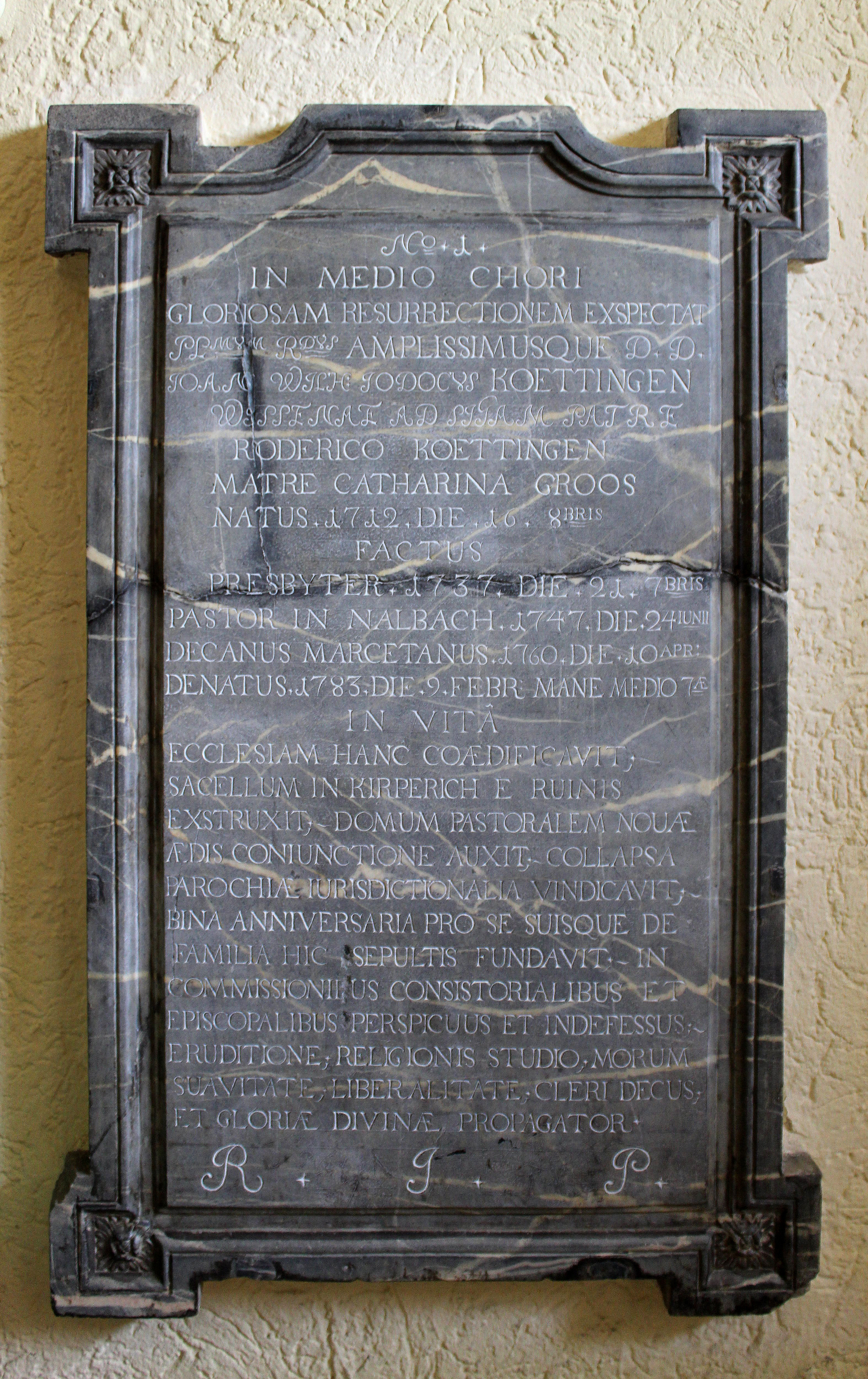
Nalbach, St. Peter und Paul, Gedenktafel für Pfarrer Johann Wilhelm Jodokus Koettingen

Die mittelalterliche Nalbacher Kirche wurde im Jahre 1756 wegen Baufälligkeit von den Merziger Baumeistern Joseph Rieff und Lorentz Walch untersucht. Im Jahr 1760 lieferte der Baumeister Martin Rieff den Plan zum Neubau einer Kirche in Nalbach und begann mit Neubauarbeiten. Auf Einspruch des Pfarrers Johann Wilhelm Jodokus Koettingen wurden die Arbeiten Rieffs allerdings eingestellt. Scheinbar plante man damals eine Umänderung der Baupläne hin zu einer kreuzförmigen Kirche. Erst im Jahr 1764 erstellte der Trierer Baumeister (Johann) Peter Pauli († 18. März 1777) einen neuen Plan. Daraufhin wurde in den Jahren 1765 bis 1767 an gleicher Stelle eine neue einschiffige Kirche mit vorgesetztem Turm unter der örtlichen Bauleitung des Piesbacher Maurermeisters Peter Manquin, auch Mangin (30. Juni 1728 bis 18. Januar 1785), erbaut. Dieser Kirchenbau ist heute noch im Langhaus der aktuellen Kirche erhalten. Er reicht ungefähr bis zu der Stelle, wo heute der Zelebrationsaltar steht. Eine noch erhaltene Marmorgrabplatte (87 cm × 168 cm) mit lateinischer Inschrift erinnert an den Erbauer des barocken Kirchenbaus:

„IN MEDIO CHORI GLORIOSAM RESURRECTIONEM EXSPECTAT PLNUM RDUS AMPLISSIMUSQUE D.D. JOAN WILH. JODOCUS KOETTINGEN WISSENAE AD SIGAM PATRE RODERICO KOETTINGEN MATRE CATHARINA GROOS NATUS 1712 DIE 16. (OCTO)BRIS, FACTUS PRESBYTER 1737 DIE 21. (SEPTEM)BRIS, PASTOR IN NALBACH 1747 DIE 24. JUNII, DECANUS MARCETANUS 1760 DIE 10. APR., DENATUS 1783 DIE 9. FEBR. MANE MEDIO (SEPTUAGESIM)AE IN VITA ECCLESIAM HANC REAEDIFICAVIT, SACELLUM IN KIRPERICH E RUINIS EXSTRUXIT, DOMUM PASTORALEM NOVAE AEDIS CONSTRUCTIONE AUXIT, COLLAPSA PAROCHIA IURISDICTIONALIA VINDICAVIT BINA ANNIVERSARIA PRO SE SUISQUE DE FAMILIA HIC SEPULTIS FUNDAVIT IN COMMISSIONIBUS CONSISTORIALIBUS ET EPISCOPALIBUS PERSPICUUS ET INDEFESSUS ERUDITIONE RELIGIONIS STUDIO MORUM SUAVITATE LIBERALITATE CLERI DECUS ET GLORIAE DIVINAE PROPAGATOR. R.I.P.“

Die Übersetzung der Inschrift lautet:

„Inmitten des Chores erwartet die glorreiche Auferstehung der hochwürdige und angesehene Herr Johann Wilhelm Jodokus Koettingen aus Wissen an der Sieg, Sohn von Roderich Koettingen und Katharina Groß, geboren am 16. Oktober 1712, zum Priester geweiht am 21. September 1737, Pastor in Nalbach am 24. Juni 1747, Dechant von Merzig am 10. April 1760, verstorben in der Frühe des 9. Februar 1783 im 70. Lebensjahr. In seinem Leben baute er diese Kirche wieder auf, ließ die Kapelle in Körprich aus Ruinen wieder erstehen, erweiterte das Pfarrhaus durch den Bau eines neuen Gebäudes, stellte in einer Pfarrei, die am Boden lag, die Rechtsordnung wieder her und stiftete für sich und seine hier beigesetzten Familienangehörigen zwei Jahresgedächtnisse. Er war in den Konsistorien und den bischöflichen Kommissionen kenntnisreich und unermüdlich. Durch seine Bildung, seinen Eifer für die Religion sowie durch seine liebenswürdige Umgangsweise und die Großzügigkeit seines Charakters war er eine Zierde des Klerus und verbreitete den göttlichen Ruhm. Er ruhe in Frieden.“

#### Umwälzungen durch die Französische Revolution
Das Nalbacher Tal kam in der Französischen Revolution im Jahr 1794 unter französische Herrschaft und wurde Teil des Saardepartements. Durch das von Napoleon mit der Kirche geschlossene Konkordat vom 15. Juli 1801, ergänzt durch die Organischen Artikel vom 8. April 1802, kam die Pfarrei zu neugegründeten Diözese Trier und damit zur Erzdiözese Mecheln im heutigen Belgien. Mit dem Wiener Kongress kam das Nalbacher Tal zum Königreich Preußen und wurde kirchlich in der Bulle „De salute animarum“ am 14. Juli 1821 wieder der Diözese Trier zugewiesen. Zuerst war die Pfarrei dem Dekanat Saarlouis, ab 1869 dem Dekanat Lebach zugeteilt. Die Pfarrei Nalbach war um 1800 mit 1540 Menschen größer als die der Nachbargemeinde Dillingen/Pachten mit 1150 Menschen.

#### Anwachsen der Pfarrei durch die Industrialisierung
Nachdem im 19. Jahrhundert im Zuge der Industrialisierung die Bevölkerung des Nalbacher Tales stark angewachsen war und die Kirche im Jahr 1891 gebrannt hatte, wurde die Nalbacher Kirche mehrmals (1828 und 1890) umgebaut und vergrößert. Der Turm wurde erhöht und ein Querschiff angebaut. Eine weitere Vergrößerung der Nalbacher Pfarrkirche war nicht mehr ohne Weiteres möglich, da um die Kirche herum ein Friedhof lag und umliegende Wohn- und Geschäftshäuser von einer eventuellen Erweiterung betroffen gewesen wären.

#### Anlage eines neuen Friedhofes in der Fußbachstraße
Wegen des Platzmangels auf dem alten Friedhof, der die Pfarrkirche umgab, wurde mit dem Einverständnis des Trierer Bischofs Matthias Eberhard ein neuer Friedhof durch den Nalbacher Pfarrer Dr. Caspar Ramers am 6. September 1868 eingeweiht. Der neue Friedhof diente den Dörfern des Nalbacher Tales (Nalbach, Diefflen, Piesbach, Bettstadt und Bilsdorf) als Grablege. In Körprich wurden die Toten auf dem dortigen Kapellenfriedhof bestattet. In der Ostecke des neuen Friedhofes wurde ein ummauerter Bereich mit eigenem Zugang abgegrenzt, der der Bestattung von Nichtkatholiken diente. Ein weiterer ummauerter Bereich, der ohne Segnung belassen worden war, diente der Bestattung von Menschen, denen ein kirchliches Begräbnis verweigert wurde.

Filialgründungen im Nalbacher Tal
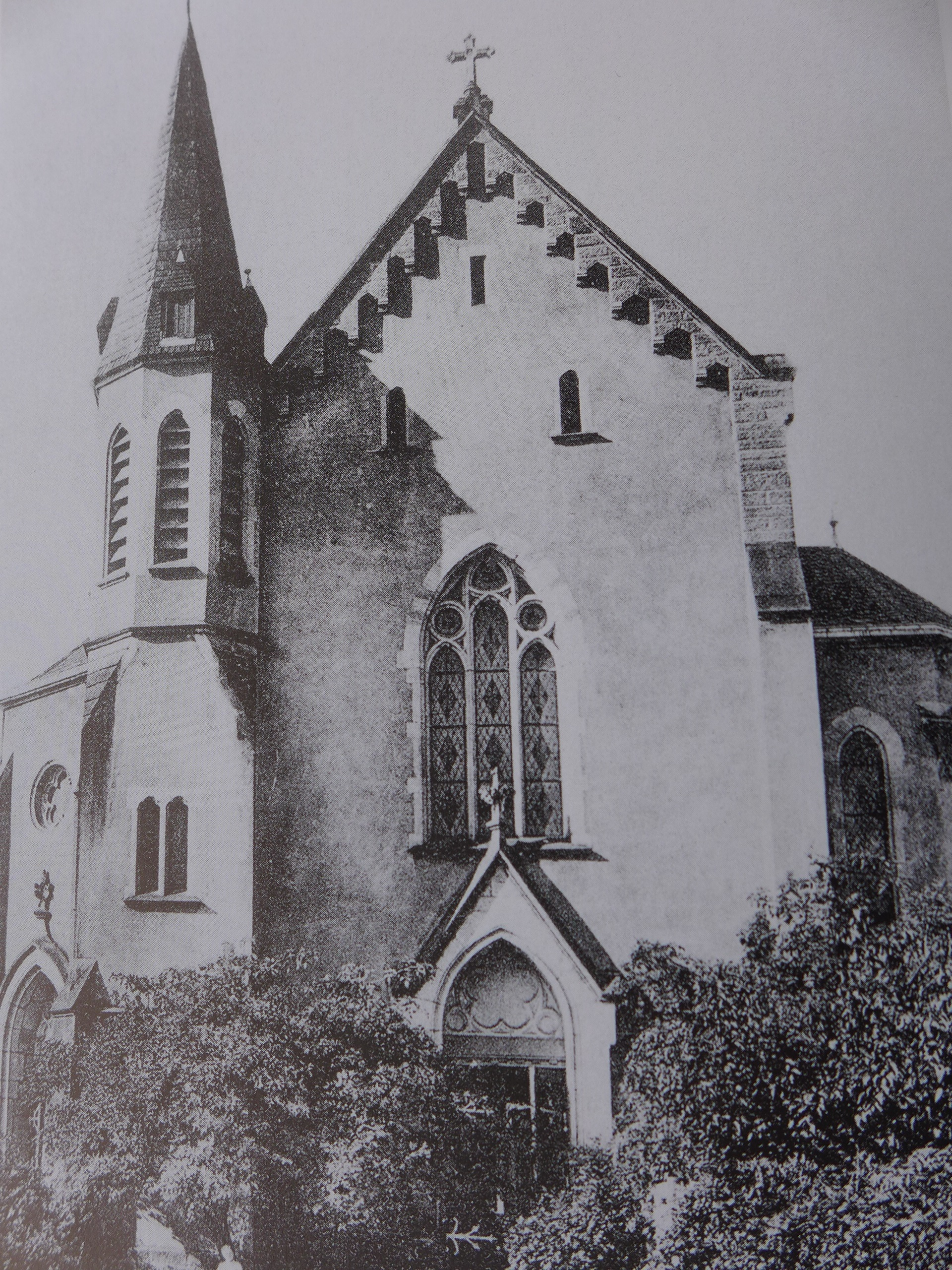
Neogotische Pfarrkirche St. Josef und St. Wendelin, Diefflen, um 1900
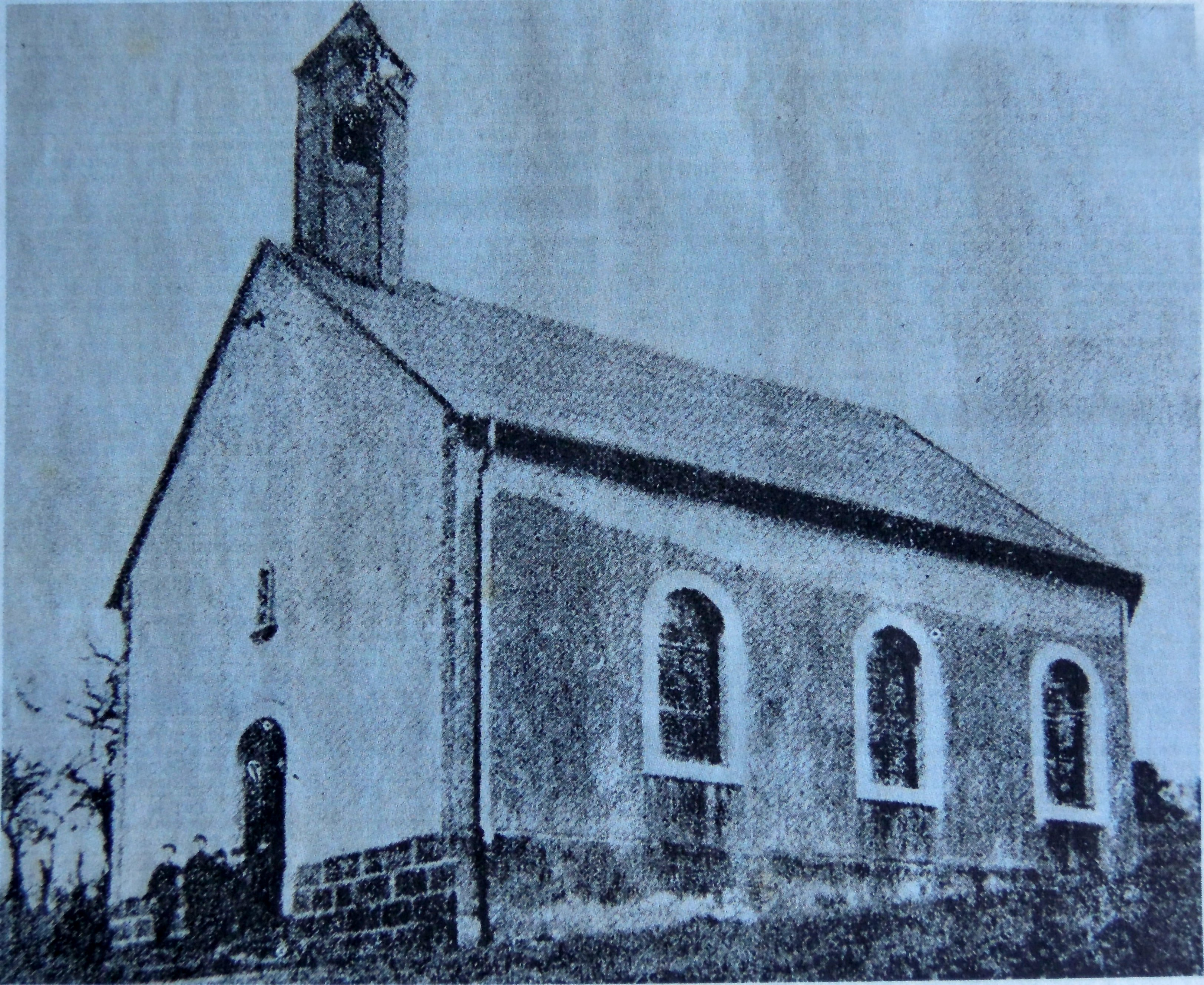
Bilsdorf, Alte Kapelle
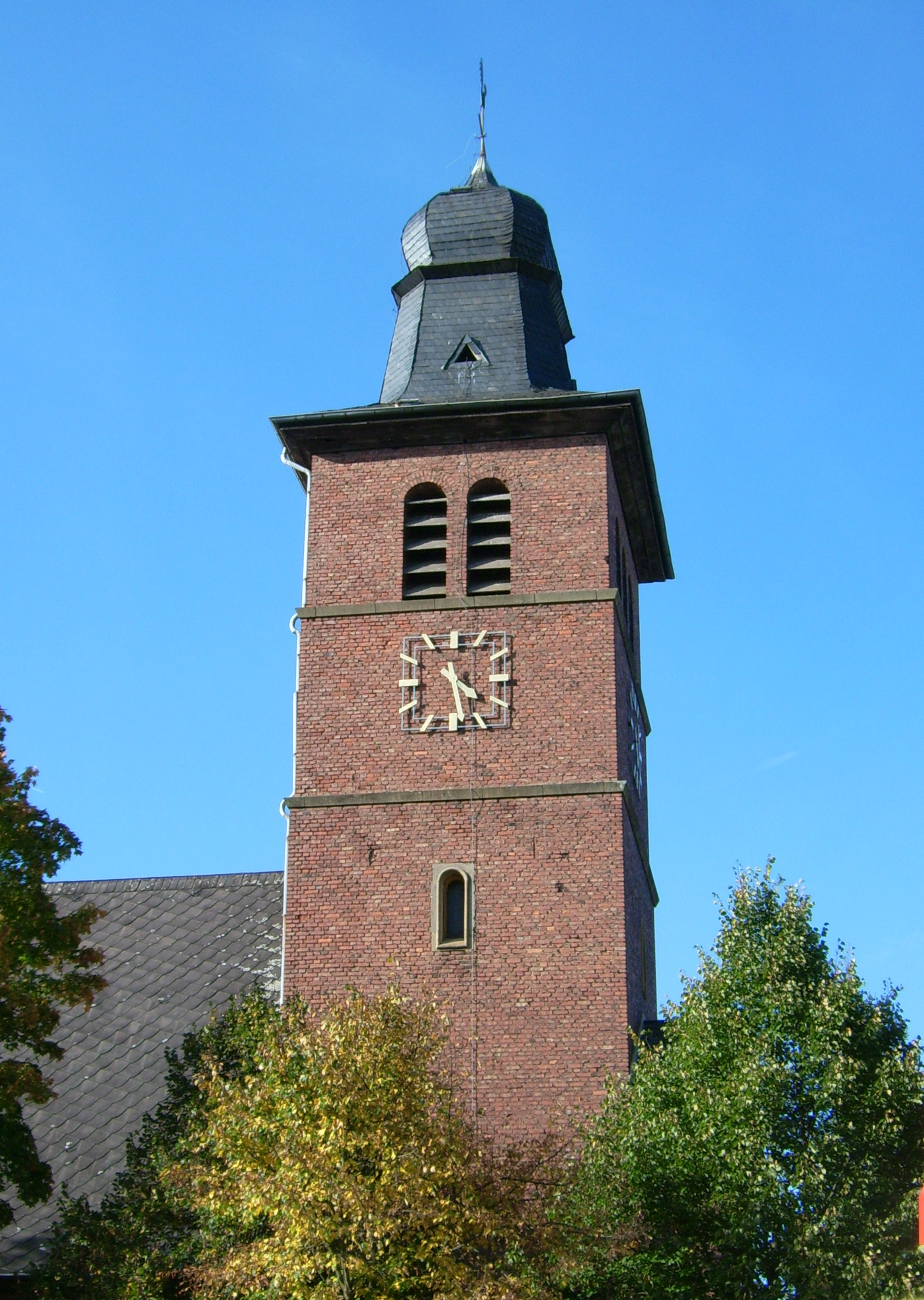
Körprich, Kirchturm
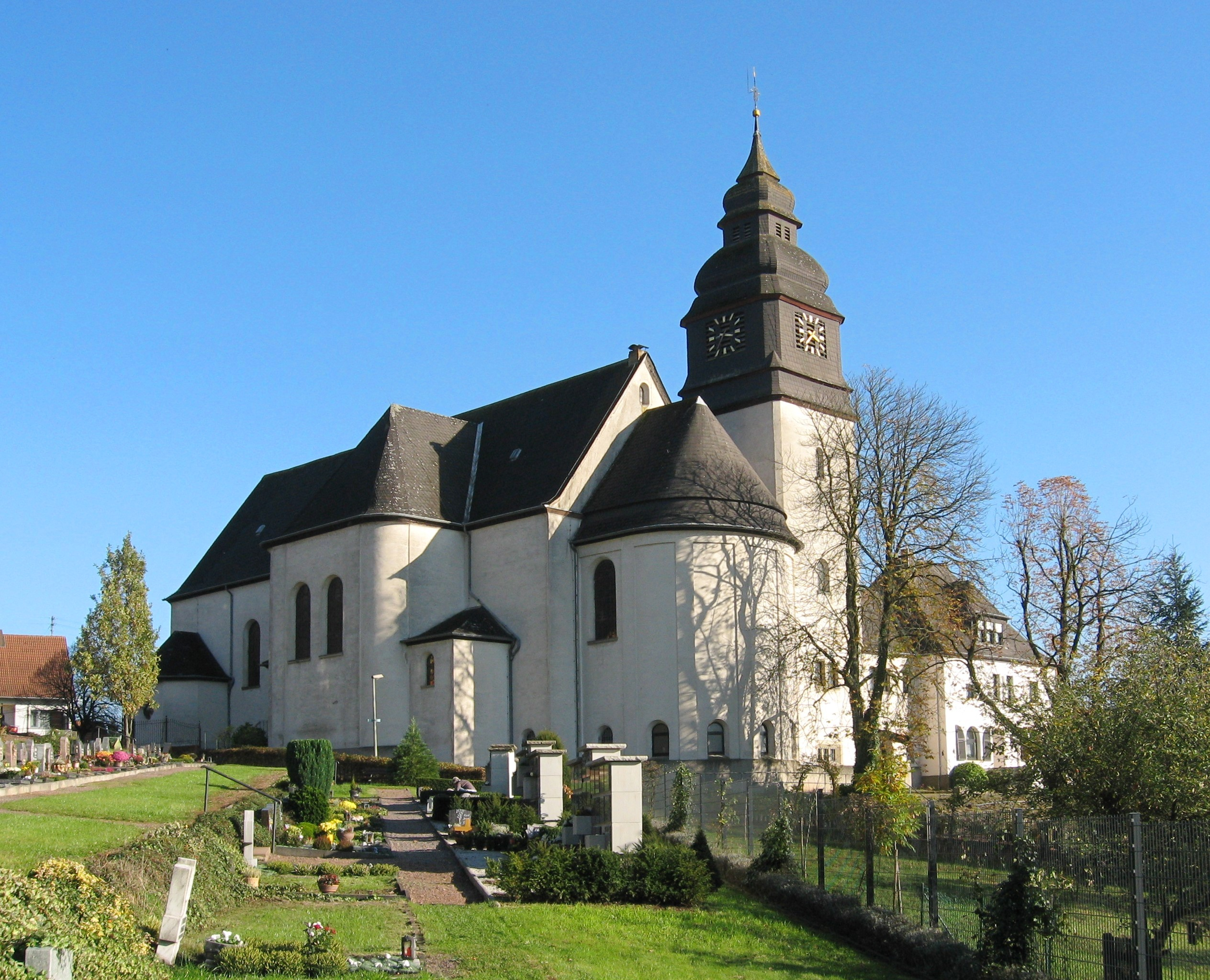
Piesbacher Kirche

#### Abpfarrung von Diefflen
Im Jahr 1895 war die Dieffler Wendalinuskapelle nochmals gründlich renoviert worden und erhielt dabei eine neue Glocke. Erst nach Fertigstellung der Dieffler Pfarrkirche wurde sie im Jahr 1904 abgerissen.
Am 4. Juni 1865 befasste sich der Nalbacher Kirchenrat mit dem Vorhaben, in Diefflen eine eigene Kirche zu bauen. Als Diefflen mit über 1700 Einwohnern neben Nalbach selbst die zahlenmäßig stärkste Gemeinde des Nalbacher Tales geworden war, wurde das Anliegen immer drängender.
Nach einer großen Besprechung aller Dieffler Haushaltsvorstände am 7. November 1897, beschloss der Kirchenvorstand unter Pfarrer Lamberty am 14. November den Ankauf eines Bauplatzes für die neue Dieffler Kirche und das neu zu errichtende dazugehörige Pfarrhaus. Zum schnelleren Bewerkstelligen des Anliegens wurde ein Kirchenbauverein gegründet und den aus Diefflen stammenden Nalbacher Kirchenvorstandsmitgliedern Johann Bach und Johann Thiery eine Generalvollmacht für den Kirchenbau übergeben.
Am 1. Januar 1898 beschloss der Kirchenvorstand in Nalbach den Kaufakt über 63 Ar Bauland für 2.515,96 Mark. Am 20. Januar 1898 genehmigte die bischöfliche Behörde in Trier das Bauvorhaben. Genau einen Monat später, am 20. Februar war der Prüfungstermin der verschiedenen Baupläne. Dabei wurde ein Kirchbauprojekt des aus Roden stammenden Architekten Wilhelm Hector ausgewählt, der zu dieser Zeit zahlreiche Kirchen in der näheren und ferneren Umgebung baute. Hector war der meistbeschäftigte Kirchenbauarchitekt des Historismus im Saarland und legte viele Entwürfe um die Wende vom 19. zum 20. Jahrhundert vor. Mit den Aushubarbeiten wurde am 16. Januar 1899 begonnen und in feierlichem Rahmen am 13. März 1899 auf dem Baugrund der rituelle „erste Spatenstich“ zu Ehren des heiligen Josef vorgenommen.
Am 4. Mai erfolgte im Rahmen einer großen Feierlichkeit die Setzung des Grundsteines. Dabei wurde der zu errichtenden Kirche vom Nalbacher Pfarrer Lamberty der Titel „Patrocinium Sancti Josephi“ (Schutz des heiligen Josef) verliehen. Als zweiten Patron übernahm man das Patrozinium des heiligen Wendalinus von der alten Kapelle. Am 25. Mai 1900 wurde die Filialkirche konsekriert. Die Erhebung als eigenständige Pfarrei erfolgte erst am Neujahrstag 1919.

#### Abpfarrung von Körprich
In Körprich wurde im Jahr 1897 das Schiff der Michaelskapelle auf die doppelte Länge erweitert. Ab diesem Zeitpunkt hielt der Nalbacher Pfarrer oder sein Kaplan jeden Sonntag und an bestimmten Werktagen dort eine Messe. Erst im Februar 1921 erhielt Körprich einen eigenen Pfarrer und wurde am 1. April 1922 zur Kapellengemeinde erhoben. Da die erweiterte Kapelle nicht mehr dem Bevölkerungswachstum Körprichs ausreichte, wurde durch Pfarrer Leo Montada eine neue Kirche in einiger Entfernung zur Michaelskapelle erbaut und am Michaelsfest 1926 eingeweiht. Die Erhebung zur eigenen Pfarrei erfolgte erst im Jahr 1928. Architekten der Körpricher Kirche waren die Architektengemeinschaften Prior & Casel aus Trier und Becker & Falkowski aus Mainz.

#### Abpfarrung von Bilsdorf
In Bilsdorf wurde im Jahr 1891 auf Initiative des Bilsdorfers Johann Didas eine Spendensammelaktion gestartet, die einen Kapellbau ermöglichen sollte. Die Gemeinde stellte dazu ein Grundstück „auf dem Hübel“ zur Verfügung, auf dem bereits vorher schon eine Andachtsstätte gestanden hatte. In der neuen Kapelle wurden vom Nalbacher Pfarrer und seinem Kaplan an zwei Wochentagen eine Messe gehalten. Im Jahr 1921 wurde Bilsdorf eine Außenkaplanei von Nalbach. Der Bau eines Pfarrhauses erfolgte in den Jahren 1921–1922. Im Jahr 1939 wurde Bilsdorf zur Vikarie erhoben. Zur Kirchengemeinde mit eigener Vermögensverwaltung wurde Bilsdorf im Jahr 1946. Daraufhin wurde im Jahr 1949 die alte Kapelle abgerissen und an ihrer Stelle bis zum Jahr 1951 die jetzige Kirche errichtet, die von den Architekten Heinrich Latz und Toni Laub entworfen worden war. Erst im Jahr 1958 erfolgte die Abtrennung von der Mutterpfarrei Nalbach, im Jahr 1961 die Erhebung zur Pfarrei.

#### Abpfarrung von Piesbach
In Piesbach bestand seit dem 18. Jahrhundert eine kleine Kapelle. Vor dem Ersten Weltkrieg wurde ein Kirchenbauverein gegründet. Durch den Kriegsausbruch wurde ein Neubau verunmöglicht. Deshalb baute man das dörfliche Gasthaus Hartmann zu einer Notkirche um. Das ehemalige Gasthaus diente ab 1920 der sonntäglichen Messfeier und zweier Werktagsmessen. In den Jahren 1922–1924 wurde ein Kirchenneubau der Architektengemeinschaft Becker & Falkowski aus Mainz erstellt. Im Jahr 1922 war Piesbach mit Bettstadt als Pfarrvikarie von Nalbach getrennt worden. Die Erhebung zur Pfarrei erfolgte 1927. Die alte Piesbacher Kapelle aus der Barockzeit hatte man inzwischen zum Wohnhaus umgebaut und im Jahr 1979 abgerissen.

#### Pfarreiengemeinschaft Nalbach
Im September 2011 wurden die Pfarreien St. Johannes der Täufer (Piesbach), St. Michael (Körprich), Herz Jesu (Bilsdorf) und St. Peter und Paul (Nalbach) zur Pfarreiengemeinschaft Nalbach zusammengeschlossen. Als Pfarrhaus der Pfarreiengemeinschaft dient das Pfarrhaus in Nalbach. Die Seelsorge und Verwaltung der Pfarreiengemeinschaft oblag bei der Gründung der Pfarreiengemeinschaft Nalbach der Leitungsgruppe aus Pastor Manfred Plunien, Diakon Herbert Altmaier und Gemeindereferentin Anne Haan. Das Seelsorgerteam wurde im Jahr 2015 durch Kooperator Pfarrer Ralf Hiebert ergänzt.
Im Jahr 2017 feiert die Gemeinde das 250. Jubiläum der Fertigstellung des barocken Kirchengebäudes im Jahr 1767.

## Architektur

### Abmessungen
- Breite des Kirchenschiffes: 11,00 m
- maximale Länge des Querhauses: 22,70 m
- maximale Breite des Querschiffes von West nach Ost: 11,60 m
- Länge der Querschiffarme ab der Vierung zu den Außenseiten: 6,00 m
- maximale Gewölbehöhe im Kirchenschiff: 8,70 m
- maximale Gewölbehöhe in der Vierung: 11,00 m
- Innenlänge der Kirche von der Turmhalle bis zur Apsis: 46,00 m

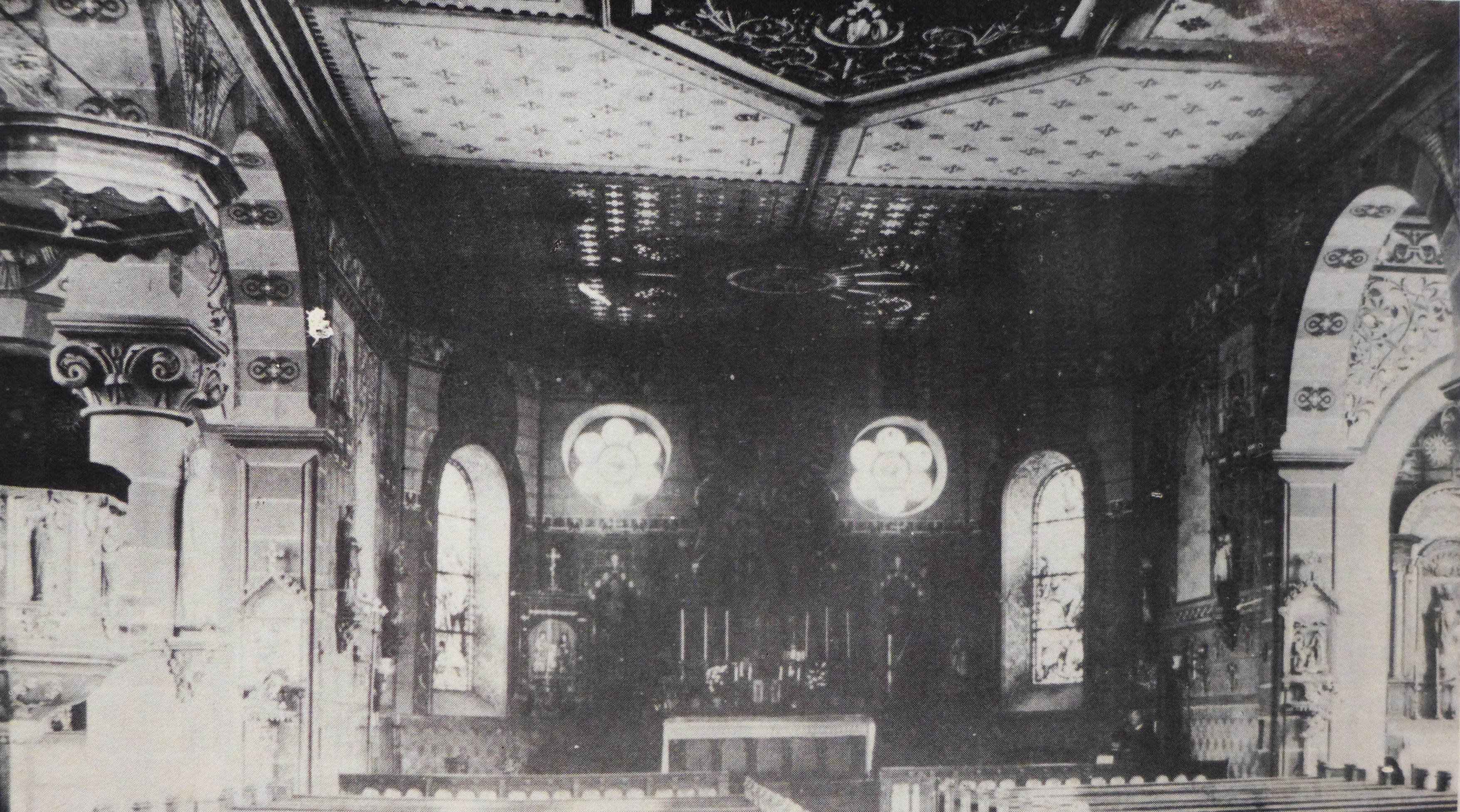
St. Peter und Paul (Nalbach), nach dem Bau der beiden Querschiffe im neoromanisierenden Stil im Jahr 1891–1892 durch Wilhelm Hector

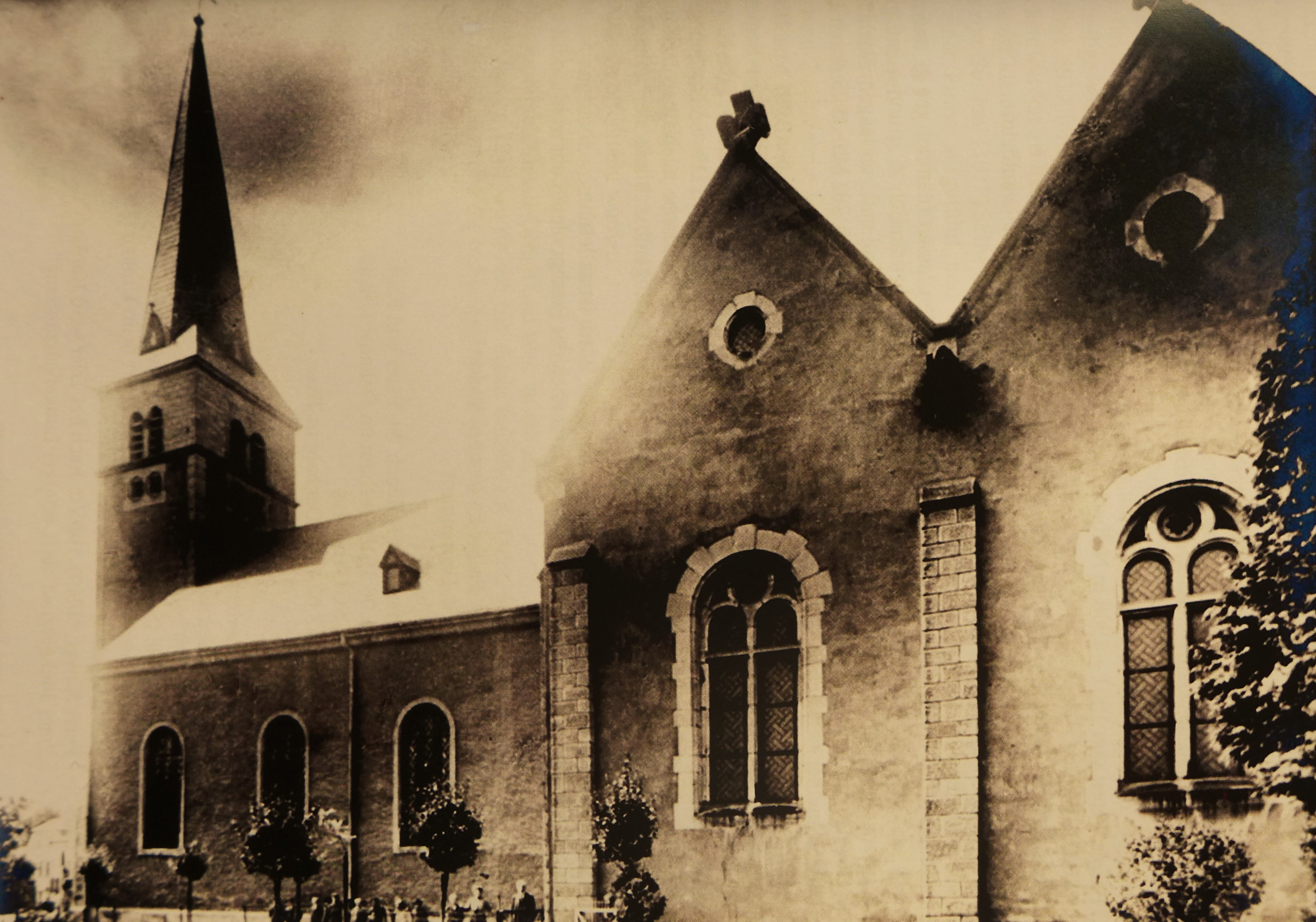
Seitenansicht der Nalbacher Pfarrkirche nach dem Umbau der Jahre 1891–1892 durch Wilhelm Hector

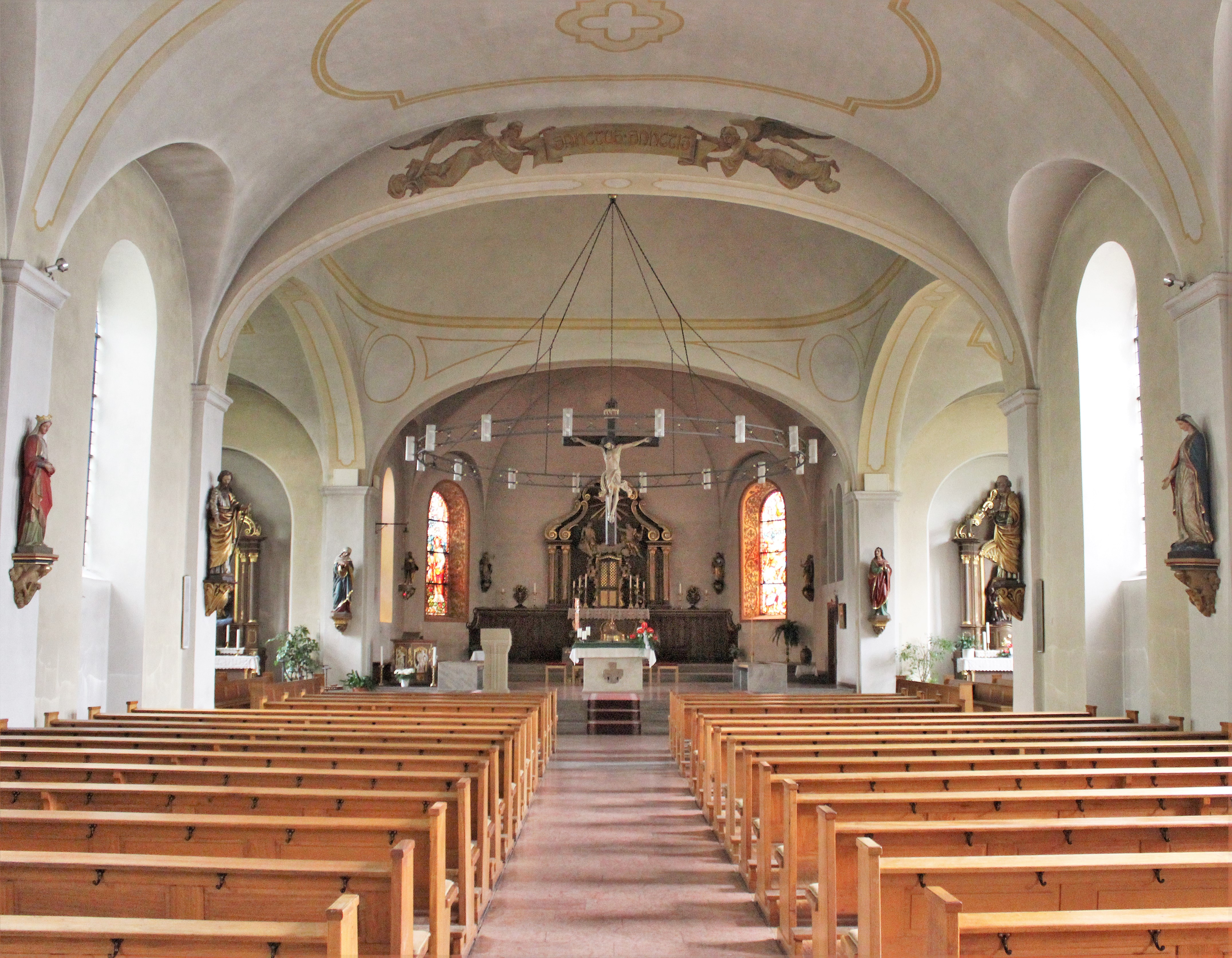
Blick ins Innere der Kirche mit einem im Jahr 1977 installierten schmiedeeisernen Radleuchter über dem Zelebrationsaltar

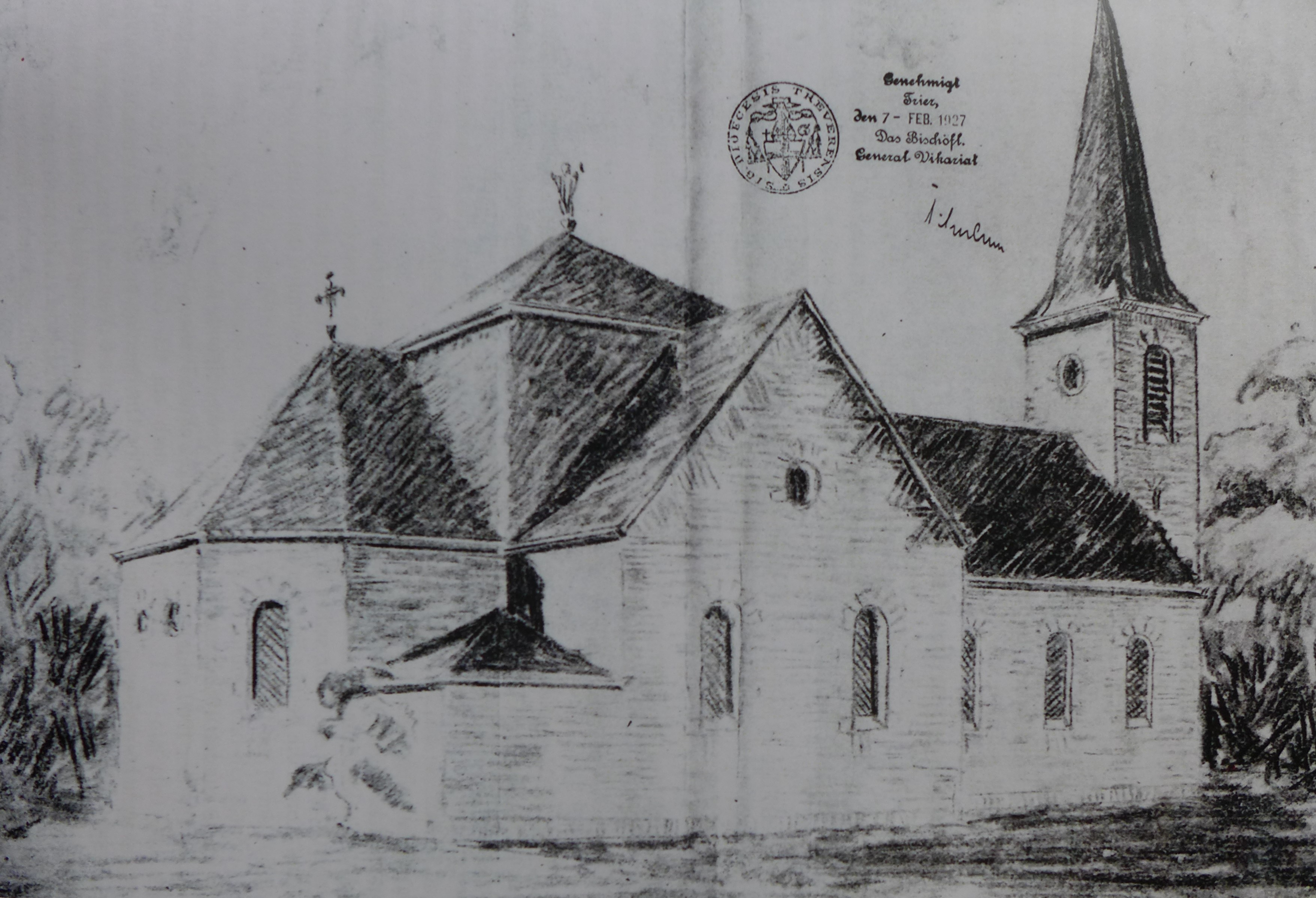
Entwurfszeichnung für den Umbau der Kirche durch Becker und Falkowski

Der heute noch bestehende schlichte barocke vierachsige Kirchensaal in Nalbach wurde nach Entwurfsplänen des Baumeisters Peter Pauli aus Trier in den Jahren 1764–1767 erbaut. In den Jahren 1891–1892 kam es aufgrund des Bevölkerungswachstums – die Kirche diente auch den Gemeinden Diefflen, Körprich, Piesbach und Bilsdorf als Pfarrkirche – zu einem Erweiterungsbau durch den Rodener Architekten Wilhelm Hector. Dabei wurde dem bisherigen Bau ein ausladendes zweischiffiges Querschiff angefügt und der bisher zweigeschossige barocke Turm in neoromanischen Formen erhöht. Der flachgedeckte Innenraum war farbenprächtig im historistischen Stil ausgemalt.
Nach den Plänen der Mainzer Architektengemeinschaft Ludwig Becker & Anton Falkowski wurde das Hectorsche Querschiff 1927 wieder auf ein Schiff reduziert und eine Sakristei errichtet. Den Wänden wurden Lisenen vorgelegt und die flache Decke durch ein Gewölbe ersetzt. Die Breite des Gebäudes beträgt im Schiff 11 m und die Länge 40,60 m.
Das Querschiff ist mit zwei großen Rundbogenfenstern an den schlichten vierachsigen Saal der Barockzeit angefügt. Der kreuzgratgewölbte Chorraum ist von der Raumhöhe niedriger als das im Jahr 1927 gedrückt-tonnengewölbte Schiff und schließt dreiseitig ab.
Die Vierung ist mit einem Klostergewölbe pendentifartig überwölbt und wird von einem großen Radleuchter erhellt, in dessen Zentrum ein Kruzifix hängt. Die zugehörigen Assistenzfiguren von Maria (links) und Johannes (rechts) befinden sich an den Pfeilern des Chorbogens. Der Triumphbogen, der Schiff und Vierung verbindet, ist mit gemalten Engeln geschmückt. Sie halten eine Banderole mit der Inschrift „Sanctus, Sanctus“ (heilig, heilig) und weisen somit auf die Akklamation der Engel in der Berufungsvision des Propheten Jesaja (6,3 ) sowie einem messianischen Begrüßungsruf aus Ps 118,25f. /Mt 21,9  hin, der hier auf die eucharistische Gegenwart Christi im Altargeschehen bezogen wird.
Das Gewölbe des Schiffs öffnet sich zu den Fenstern in Stichkappen. Die Wölbung der Querschiffarme geschah mit flachen Quertonnen und wird in den Ecken auf dünnen Diensten zusammengefasst. Die Stirnwand der Querschiffe ist durch Schildbogen auf Pilastern zweigeteilt.
Die Verwendung gleichförmiger Pilaster sowie die gleichartige, in der Ausbildung aufeinander abgestimmte Wölbung durch die Architekten Ludwig Becker und Anton Falkowski verleihen dem Kircheninneren trotz verschiedener, zeitlich weit auseinanderliegender Bauphasen eine einheitliche, barockisierendes Wirkung.
Der Turm steht mittig vor dem Schiff. Die Gestaltung der unteren Turmgeschosse zeigen noch deutlich die Entstehungszeit des 18. Jahrhunderts. Die Freigeschosse des Turmes mit Blendpässen, Zwillings- und Drillingsfenstern mit eingestellten Säulen als Schallarkaden stammen aus der Zeit der neoromanischen Erhöhung.

## Kirchenausstattung

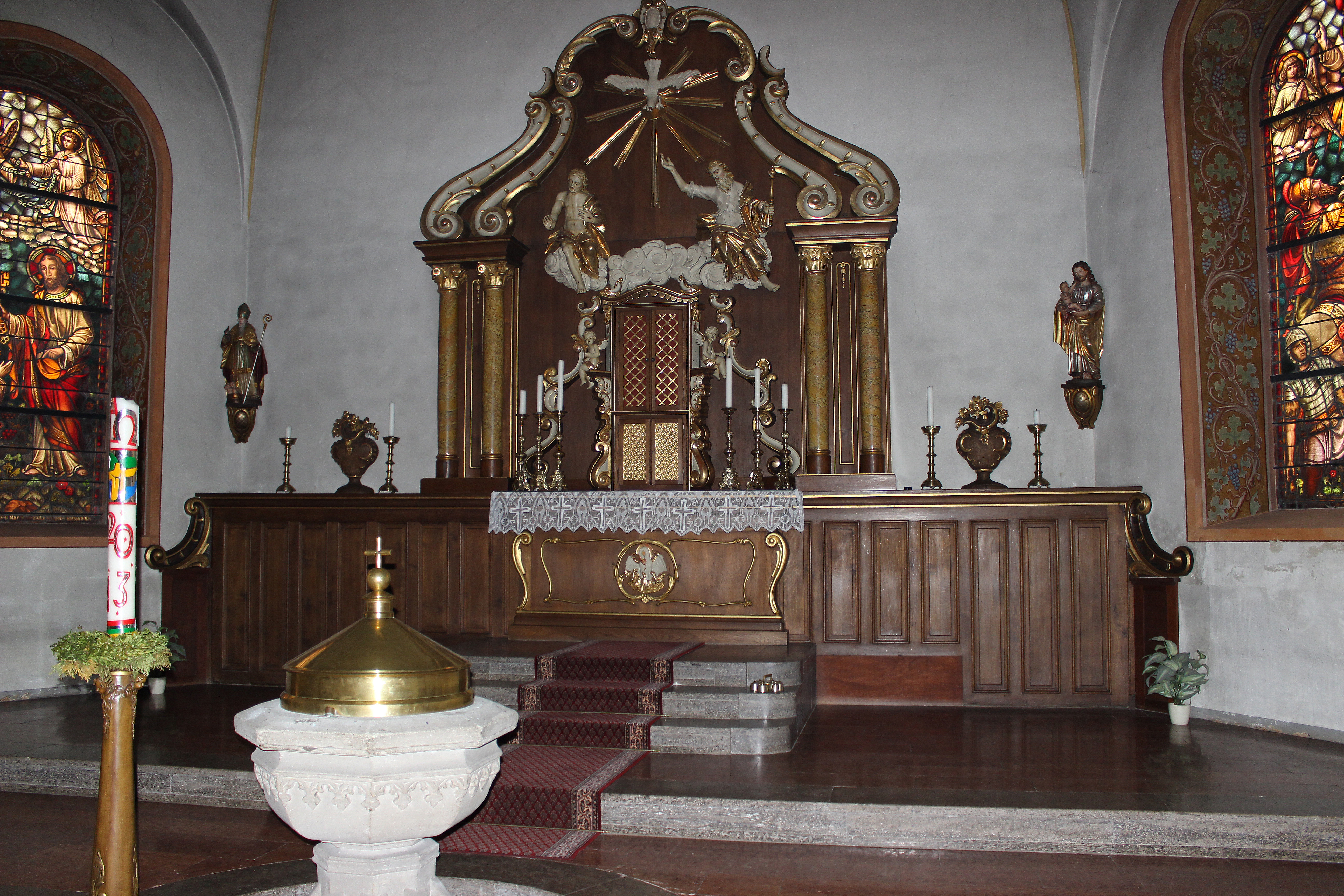
Apsis mit dem barockisierenden Hochaltar von 1949/1950
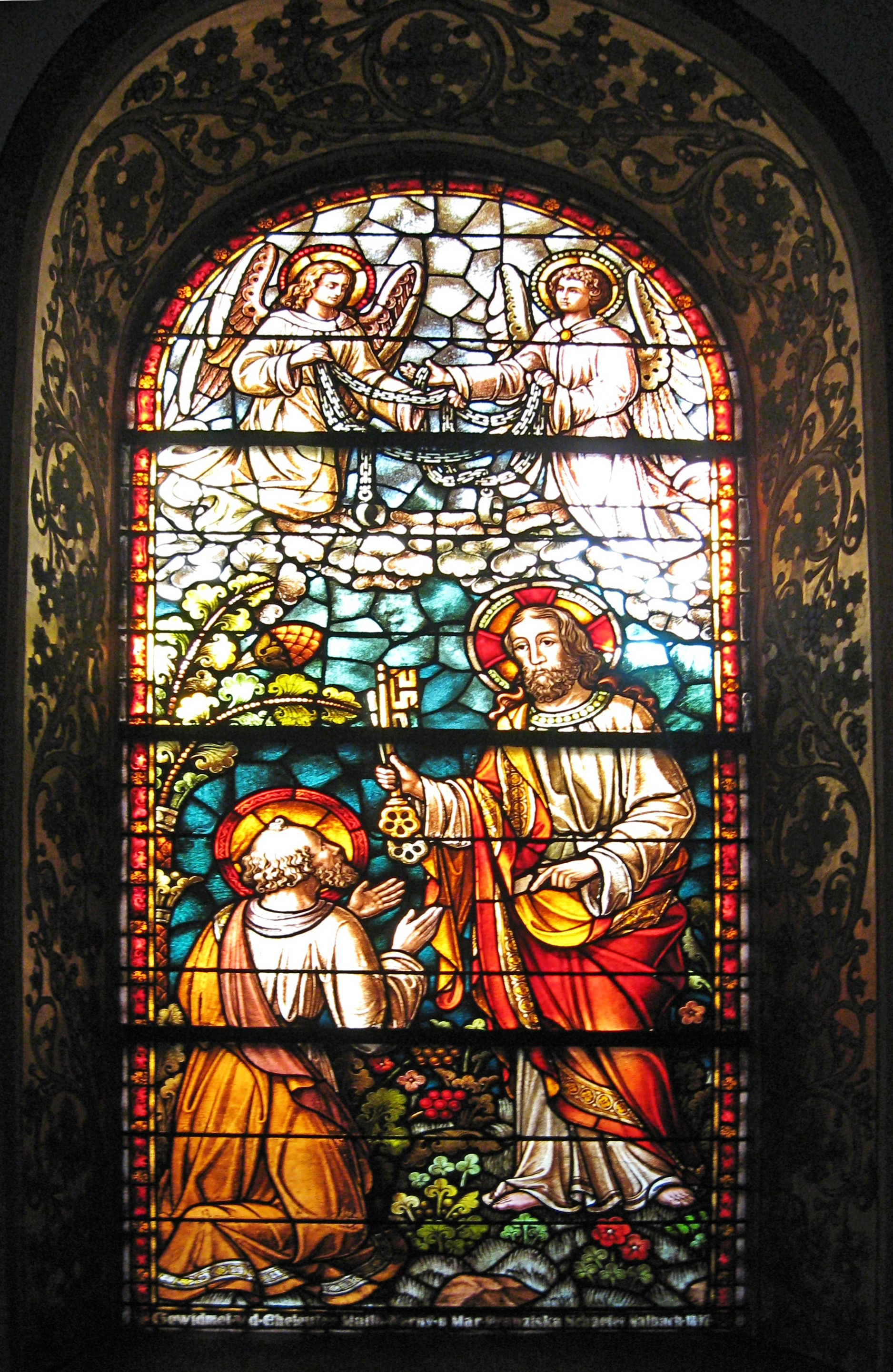
Kirchenfenster in der Apsis, Jesus übergibt Petrus die Schlüssel des Himmelreiches, Mt 16,18 EU
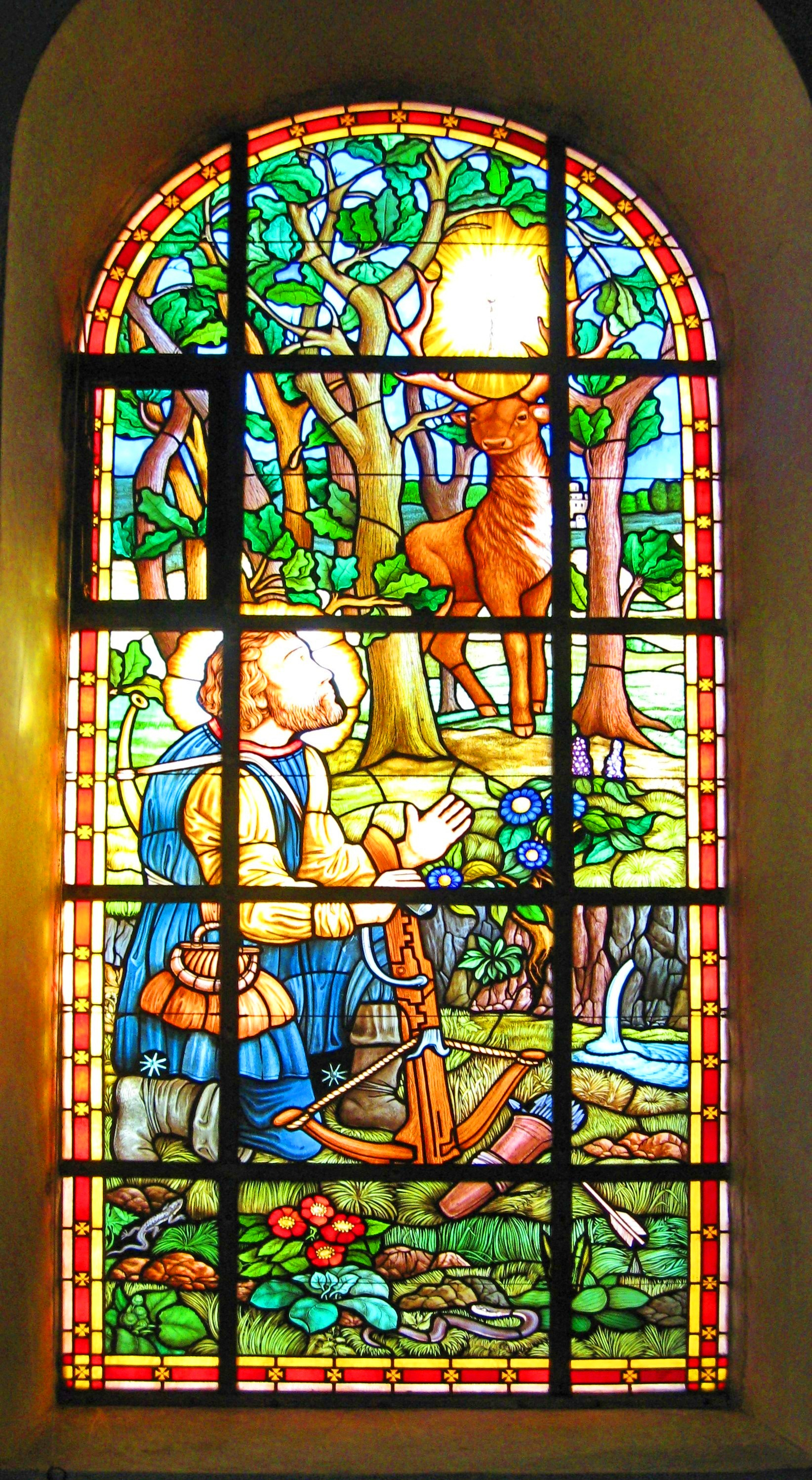
Kirchenfenster, Das Hirschwunder des Hl. Hubertus von Lüttich
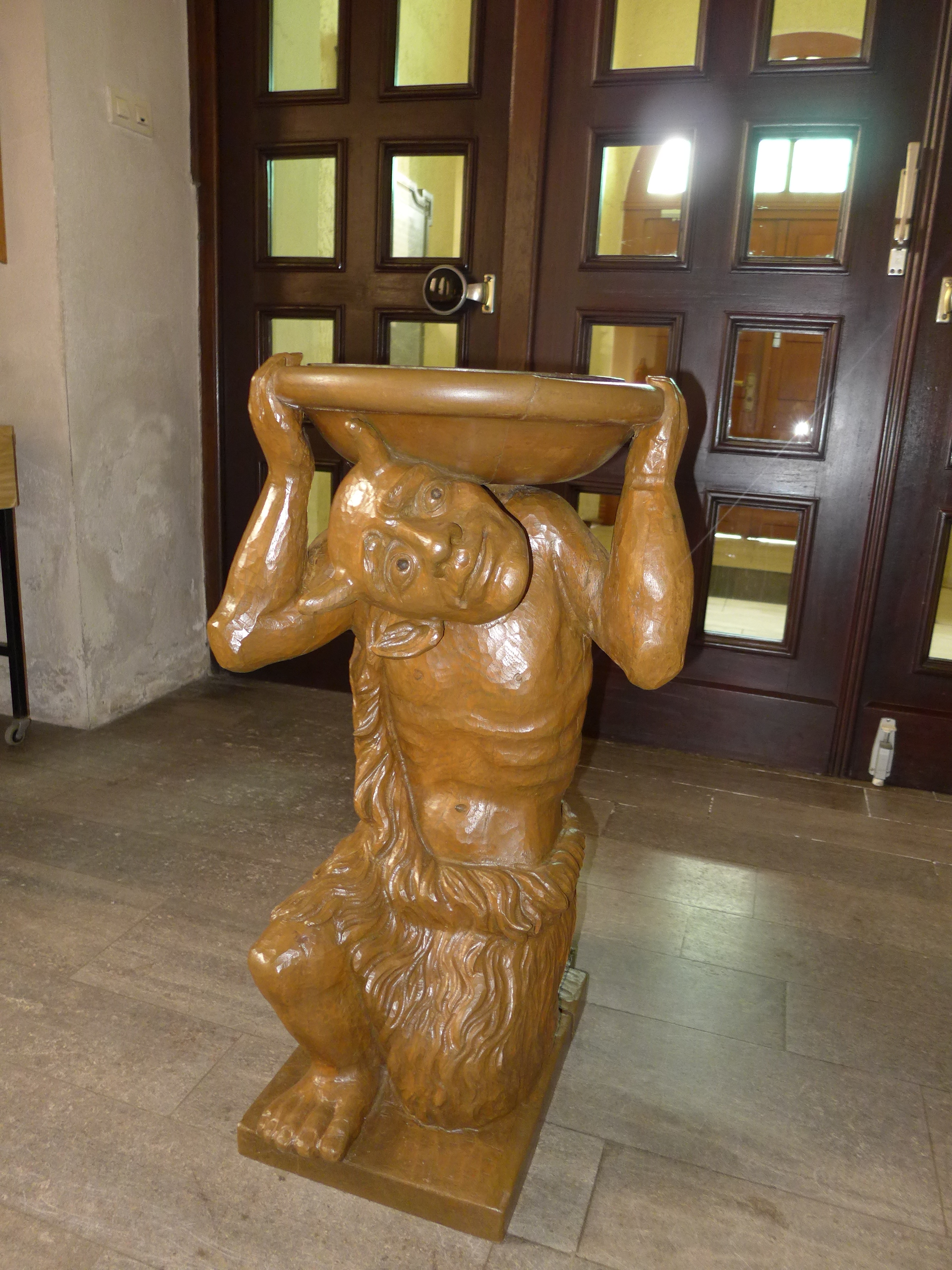
Weihwasserbecken-tragender Teufel aus der Bildhauerwerkstätte Mettler in Morbach
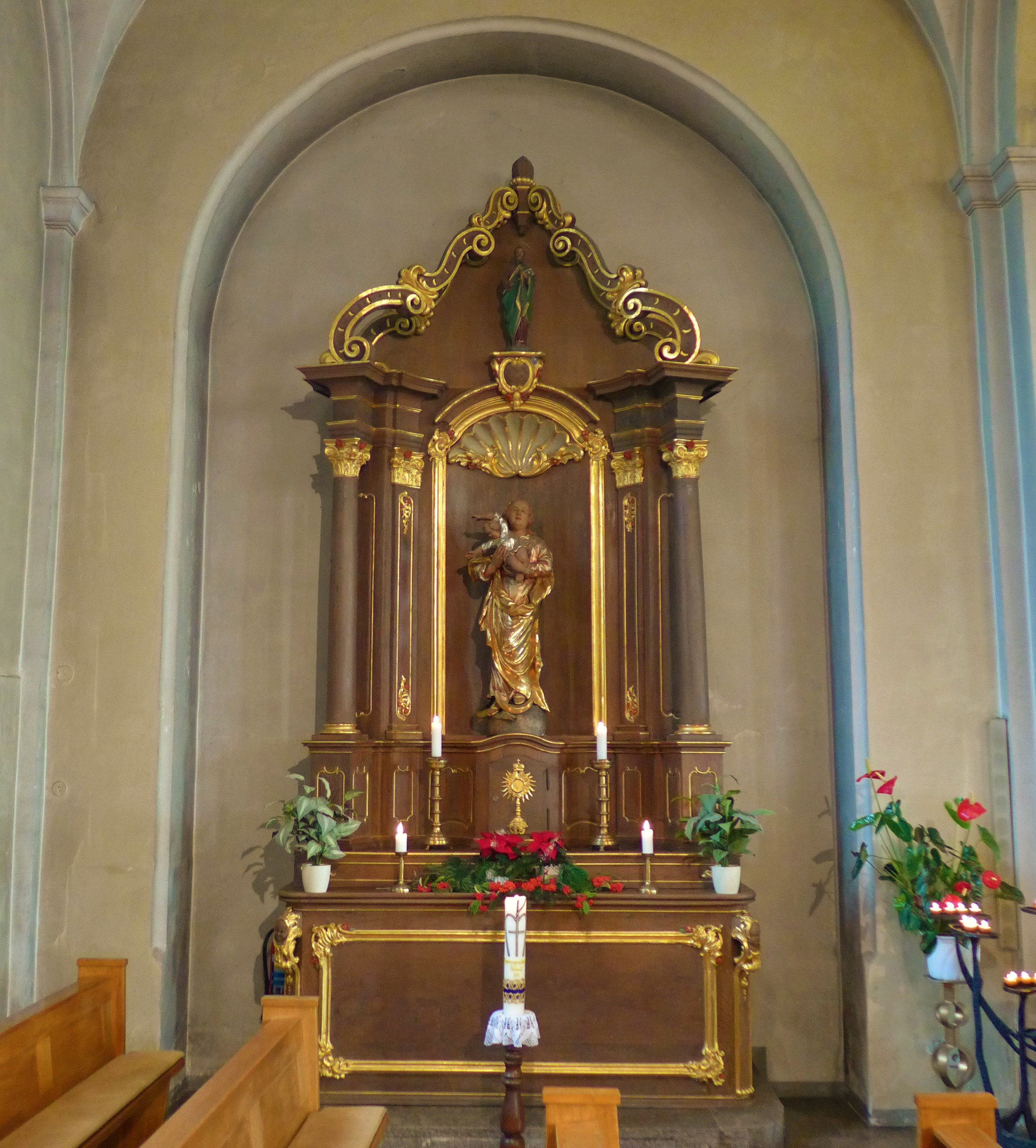
Marienaltar
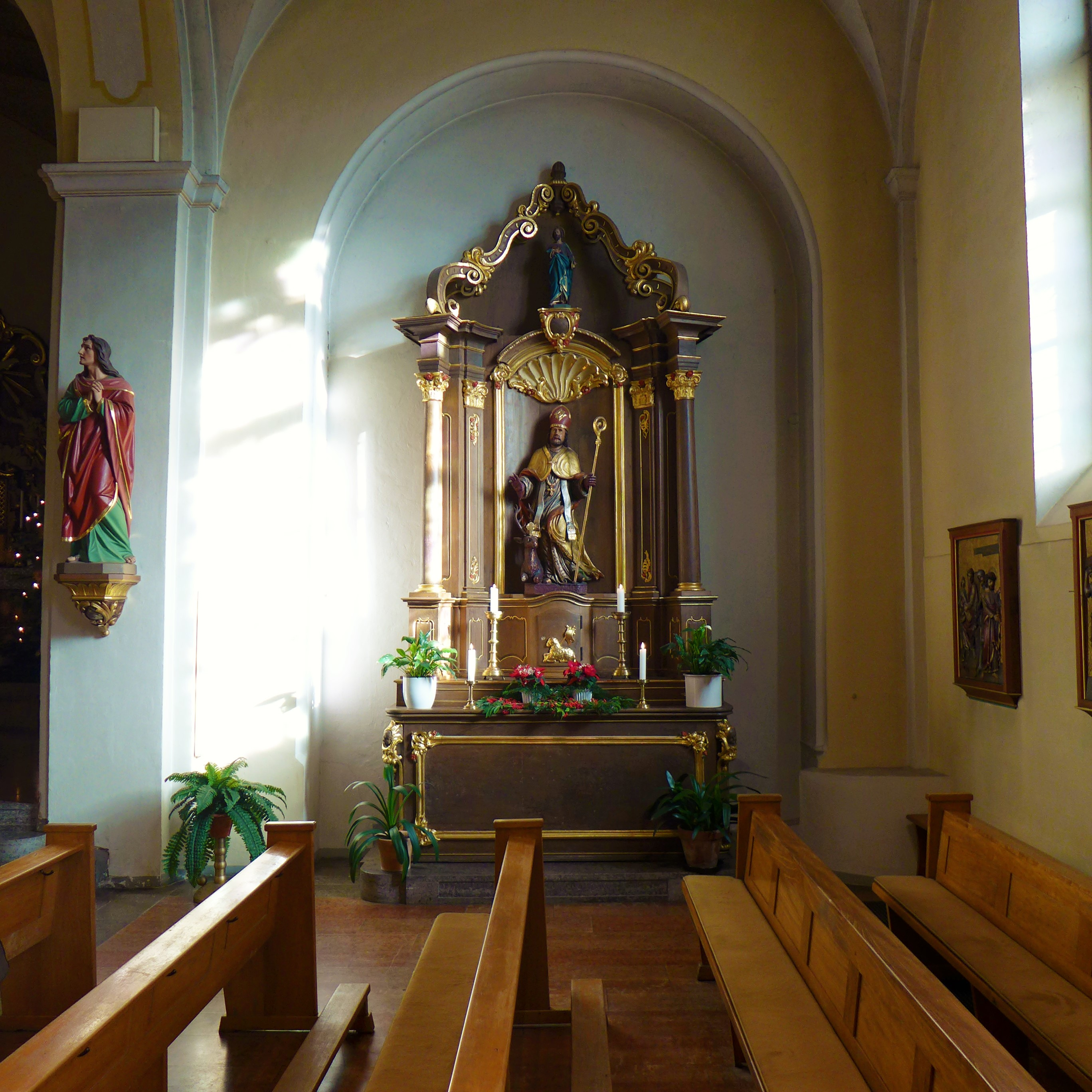
Hubertusaltar

### Kirchenfenster
Die historistischen Kirchenfenster der Apsis stellen die beiden Kirchenpatrone der Nalbacher Pfarrkirche dar:
- Links des Hochaltars: Jesus übergibt Petrus die Schlüssel des Himmels (Mt 16,18–19 EU), die Inschrift des Fensters lautet: „Gewidmet von den Eheleuten Matthias Werny und Maria Franziska Schaefer, Nalbach 1897.“
- Rechts des Hochaltars: Die Bekehrung Pauli vor den Toren von Damaskus (Apg 9,1–18 EU), die Inschrift des Fensters lautet: „Gewidmet von den Jünglingen der Pfarrei Nalbach 1897“

Ein weiteres Kirchenfenster in der Apsis stellt den hl. Hubertus von Lüttich und das Hirschwunder dar.
Die Fenster im Langhaus wurden laut Inschrift im Jahr 1981 angefertigt. Die Verglasung der Langhausfenster erstellte die Trierer Firma Binsfeld.
Die Fenster auf der Frauenseite (vom Eingang links) stellen (vom Eingang Richtung Apsis) folgende weibliche Heilige dar: Die hl. Cäcilia von Rom mit Tragorgel, die hl. Agnes von Rom mit Lilie und Palmzweig und die hl. Anna mit ihrer Tochter Maria.
Die Fenster auf der Männerseite (vom Eingang rechts) stellen (vom Eingang Richtung Apsis) folgende männliche Heilige dar: Den hl. Aloisius von Gonzaga, den hl. Konrad von Parzham und den hl. Josef von Nazaret mit Zimmermannsbeil und dem Jesuskind.

### Bildwerke und Mobiliar

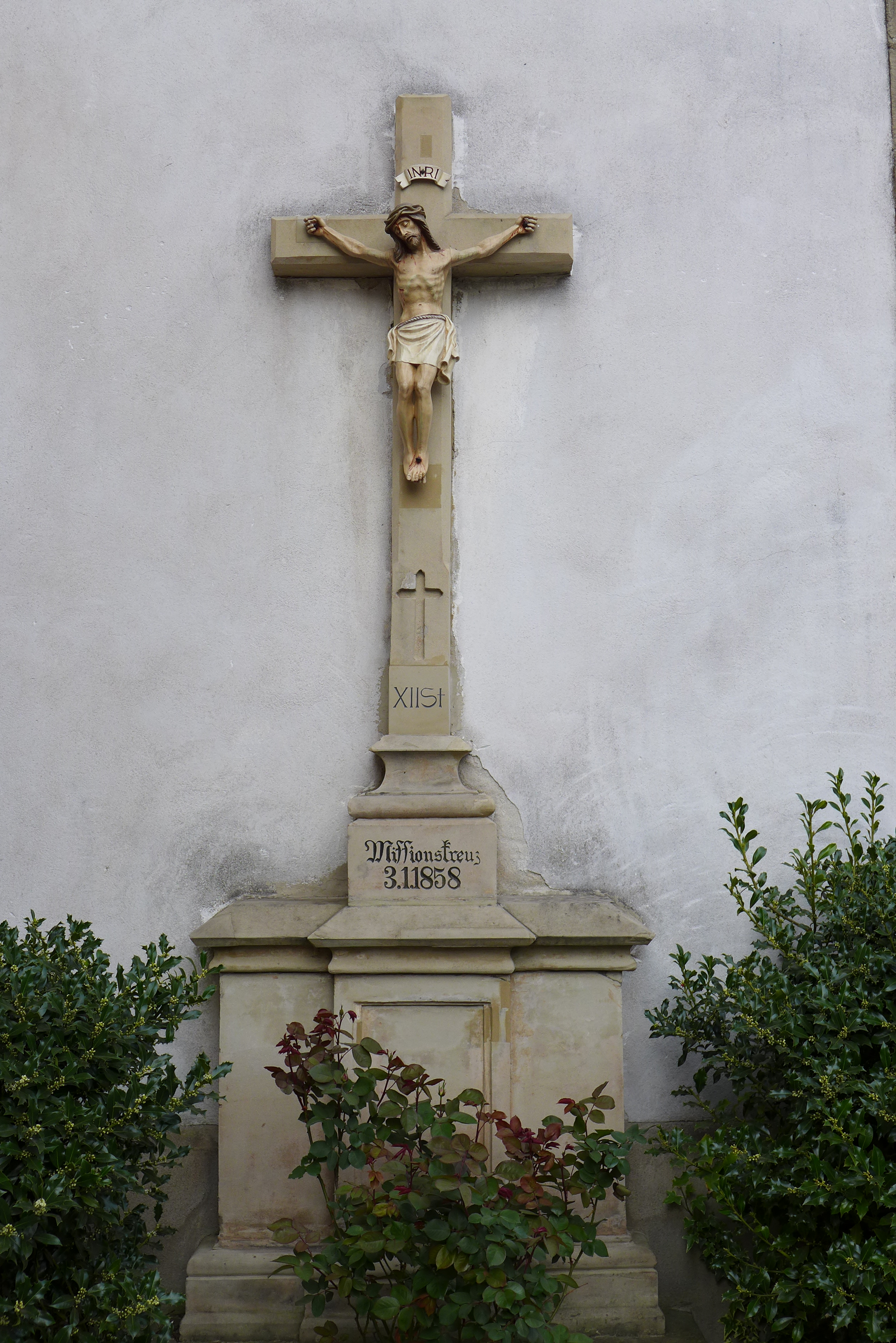
St. Peter und Paul (Nalbach), Missionskreuz von 1858 seitlich des Turmportals der Kirche

An den Wänden des Langhauses befinden sich vom Eingang aus links in Richtung der Apsis folgende Heiligenstatuen:
- Der hl. Andreas mit dem Andreaskreuz als Attribut
- Der hl. Bonifatius mit Bischofsstab und der Bibel, die er bei seinem Martyrium über sich hielt
- Die hl. Elisabeth von Thüringen mit dem Rosenwunder-Korb
- Der hl. Paulus von Tarsus mit dem Schwert als Attribut

An den Wänden des Langhauses befinden sich vom Eingang aus rechts in Richtung der Apsis folgende Heiligenstatuen:
- Die hl. Barbara von Nikomedien mit dem dreifenstrigen Turm, Palmzweig, Bibel und Kelch mit Hostie
- Die Unbefleckte Empfängnis von der Wundertätigen Medaille
- Der hl. Simon Petrus mit den Schlüsseln des Himmels

In den beiden Querhausarmen befinden sich neogotische Relieftafeln mit den Stationen des Kreuzweges.
Der barocke Seitenaltar im rechten Querhaus stellt den hl. Hubertus von Lüttich dar, darüber in der Giebelzone der hl. Paulus.
Der barocke Seitenaltar im linken Querhaus stellt Maria mit dem Kind als apokalyptische Frau dar, darüber der heiligen Petrus.
Neben der Sakristeitür befindet sich eine Erinnerungstafel an das erste Messopfer des Nalbacher Märtyrerpriesters Jakob Anton Ziegler am 20. August 1922 in der Pfarrkirche St. Peter und Paul.
Die Bildwerke des Hochaltars von 1949/1950 mit Säulen, C-Schwüngen und geschnitzten Blumenvasen stellen in barocker Gestaltungsweise die heilige Dreifaltigkeit dar. Mensa und Altarstipes sind von hochrechteckigen Vertäfelungsfeldern flankiert, auf deren Verkröpfungsgesimsen zwei blumengefüllte, geschnitzte Vasenreliefs in Rokoko-Manier angeordnet sind. Die Vorderfront des Altartisches zeigt einen sich für seine drei Jungen aufopfernden Pelikan als Symbol der göttlichen Liebe und als Hinweis auf das Messopfer und die Auferstehung der Toten. Nach dem Physiologus, einem frühchristlichen Tierkompendium, öffnet sich der Pelikan mit dem Schnabel die eigene Brust, lässt sein Blut auf seine toten Jungen tropfen und holt sie so wieder ins Leben zurück.
Mittig über der Mensa ist ein doppelflügeltüriger, goldreliefgeschmückter Tabernakel mit darüberliegender Expositoriumsnische positioniert. Die mit einem goldfarbenen Gitterrelief geschmückten Flügeltüren der Aussetzungsnische sind von Konsolen umgeben, auf denen heitere Puttenengel Platz genommen haben. Im Altarauszug ist die heilige Dreifaltigkeit angebracht. Die Darstellung zeigt auf den Wolken des Himmels die thronenden Gestalten des greisen Vaters (rechts) und des jugendlichen Sohnes (links). Während Gottvater seine Rechte machtvoll erhebt, hält er in der Linken ein goldenes Szepter als Symbol der Herrschaft über das All. Jesus Christus mit den Kreuzigungswunden ist als Auferstandener nur mit einem goldenen Tuch bekleidet, deutet mit seiner Linken auf seine Seitenwunde als Zeichen seiner Hingabe und segnet mit seiner rechten Hand den Betrachter. Der Heilige Geist ist darüber in Gestalt einer herabschwebenden Taube im Strahlenkranz mittig angeordnet. Flankierende, bernsteinfarbig marmorierte Säulenpaare mit Kompositkapitellen rahmen die Szene und tragen Kropfgesimse, die wiederum die Basis für einen einschwingenden Rahmenaufbau aus C-Schwüngen und paarig angeordneten, S-förmigen Doppelvolutenschwüngen bilden. Räumlicher Höhepunkt des Altarauszuges ist eine Kartusche mit rautiertem Feld.
Der Hochaltar der Nachkriegszeit ersetzt einen neoromanischen Schreinaltar des Jahres 1893 mit Kreuzigungsgruppe, der vom Pfarrmitglied Matthias Werny gestiftet worden war. Links des barockisierenden Hochaltars befindet sich an der Wand eine barocke Statue des heiligen Nikolaus von Myra, rechts des Hochaltars eine Statue des heiligen Josef von Nazaret mit dem Jesuskind.
Vom Vierungsgewölbe hängt ein großdimensionierter, schlichter, moderner Radleuchter mit 16 Lampen herab, dessen Zentrum ein großes Kruzifix bildet. Thematisch zur Kreuzigungsgruppe ergänzt wird das Kruzifix durch die an den Apsispfeilern angebrachten Statuen der Jungfrau und Gottesmutter Maria und des Jüngers Johannes. Den modernen Ambo gestaltete der aus Nordböhmen stammende Bildhauer Heinz Oliberius.
Neben dem Petrusfenster der Apsis befindet sich noch eine Statue des Apostels Matthias.
Die sechseckige barocke Kanzel mit den Darstellungen der vier Evangelisten (vielleicht aus der Werkstatt Guldner in Berus) wurde zu einem Ambo umgebaut.
Die Beichtstühle aus dem 18. Jahrhundert zu beiden Seiten des Turmeinganges sind im barocken Stil gehalten. Direkt im Turmeingang steht unter der Empore ein Weihwasserbecken, das von einem hölzernen, gebückten Teufel gehalten wird. Es stammt aus der Werkstätte Mettler in Morbach. Die Emporenbrüstung ist in neoromanischem Stil gestaltet. Im modernen Volksaltar sind an der Vorder- und Rückseite barocke Grabkreuze eingelassen.

### Vasa sacra

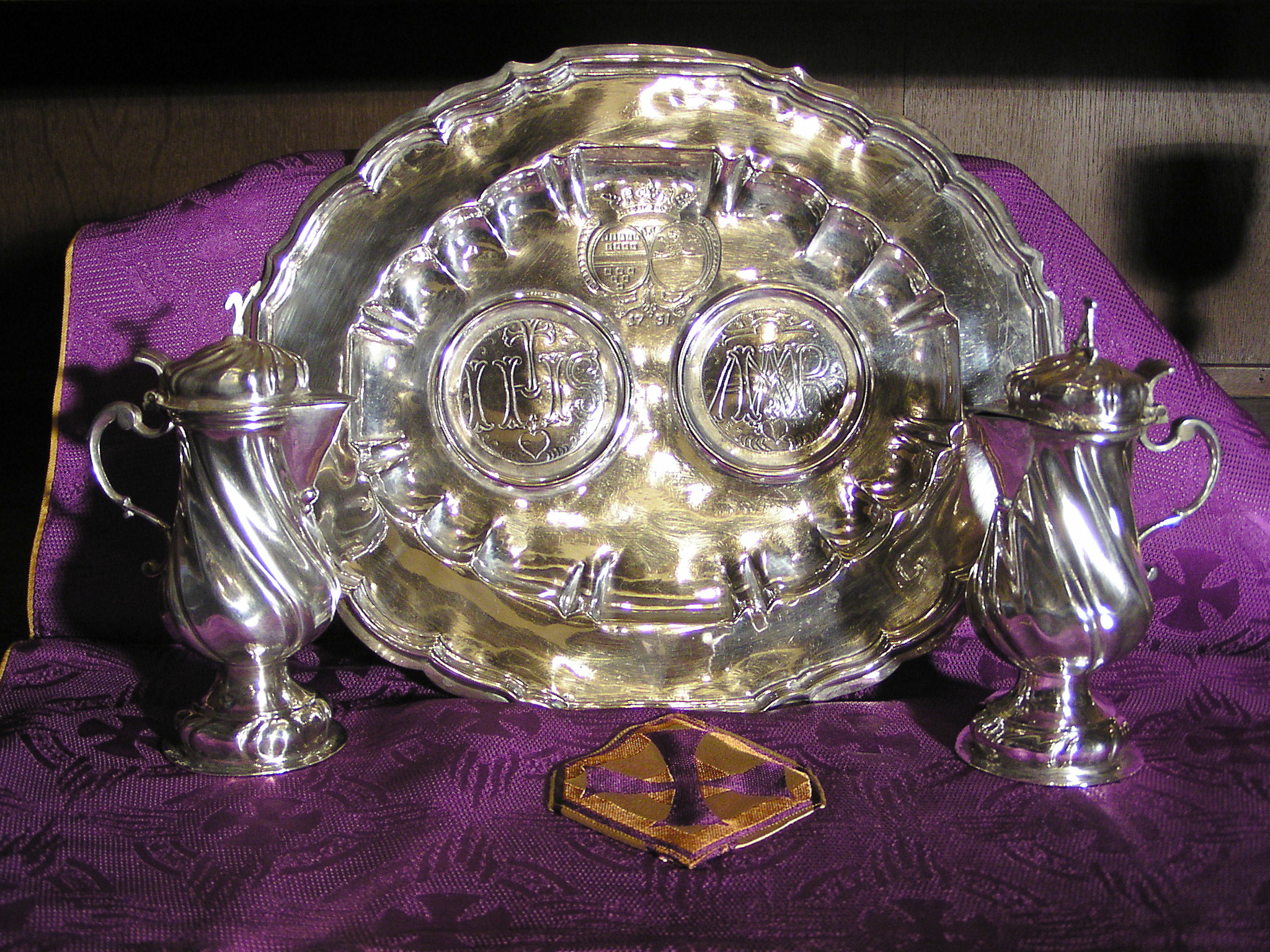
Silberne Messkännchen mit Innenvergoldung auf silberner Platte, Augsburger Silberarbeit, Eingravierung des Ehewappens des Johann Wilhelm Ludwig von Hagen und seiner Gemahlin Anna Maria von Eltz mit der Jahreszahl 1731

Im Besitz der Pfarrei befindet sich eine mit Rankenwerk geschmückte Sonnenmonstranz (Höhe: 64,5 cm), die um das Jahr 1800 angefertigt wurde. Zwischen den Strahlen erscheinen rauchfassschwingende Engel und eine Darstellung Gottvaters. Am Fuß sind vier Rundbilder der Evangelisten angebracht.
Darüber hinaus verfügt die Pfarrkirche über ein kupferversilbertes Kreuzreliquiar (um 1800), einen silbervergoldeten Kelch mit Deckel in reichem Rocaillewerk aus dem Jahr 1763 (Höhe: 24,5 cm), einen kupfervergoldeten Kelch mit Rosenblattfuß (Höhe: 22 cm), eine neoromanische Monstranz sowie silberne Messkännchen mit Innenvergoldung auf silberner Platte. Das Messkännchenservice, eine Augsburger Silberarbeit, zeigt das gekrönte Eheallianzwappen des Johann Wilhelm Ludwig von Hagen und dessen Gemahlin Anna Maria von Eltz (beide in der Lebacher Pfarrkirche Heilige Dreifaltigkeit und St. Marien bestattet) mit der Jahreszahl 1731. Die linke Rundvertiefung auf der Platte zur Positionierung der Kännchens zeigt das Christusmonogramm IHS mit dem Heiligsten Herzen Jesu, die rechte stellt das Marienmonogramm mit dem Unbefleckten Herzen Mariä dar. Die Deckel der Kännchen sind mit den Buchstaben-Knäufen  „A“ (für Aqua, dt. Wasser) und „V“ (für Vinum, dt. Wein) geschmückt und verfügen jeweils über eine Daumenrast. Die balusterförmigen Kännchen weisen eine gedrehte Godronierung mit Außenwölbung auf, wie sie im 18. Jahrhundert in den Augsburger Werkstätten äußerst beliebt war. Das Hagensche Messkännchenservice wurde laut Aussage des Historikers Johannes Naumann der Nalbacher Pfarrei im Zweiten Weltkrieg gestohlen und war  seither nicht mehr aufgefunden worden. Laut Aussage der Pfarrei befindet sich das Original allerdings in ihrem Besitz.

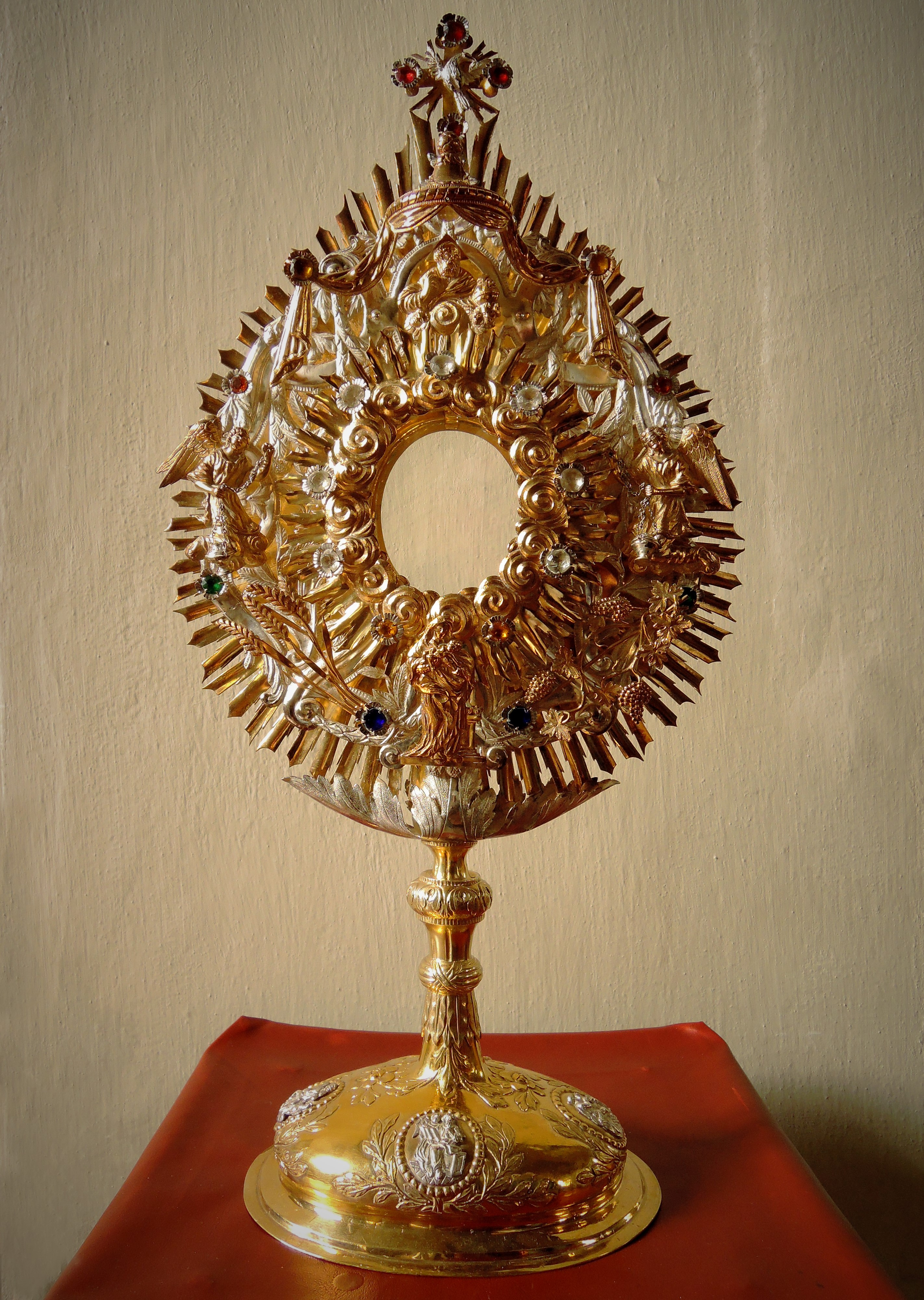
Barockmonstranz
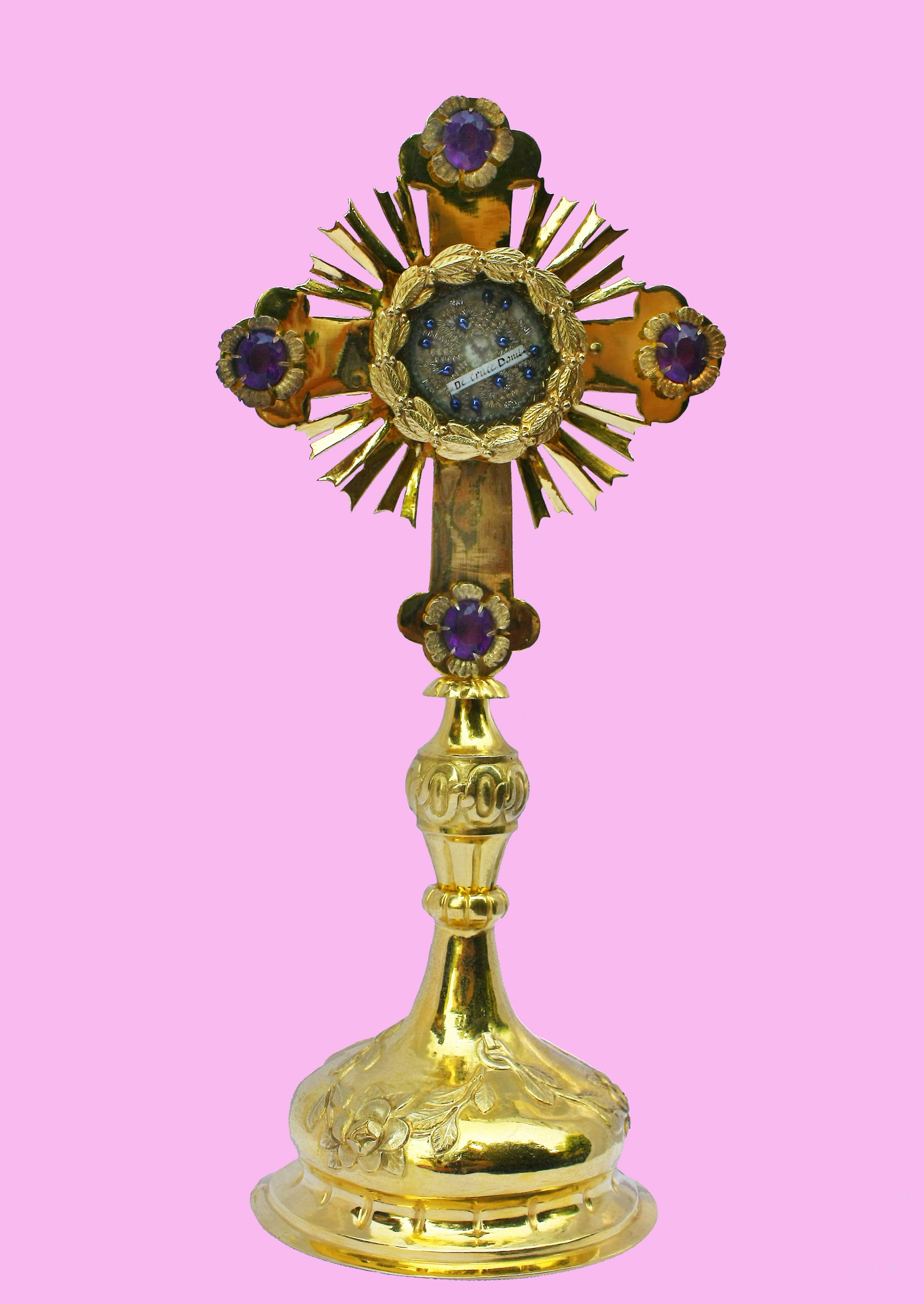
Kreuzreliquiar
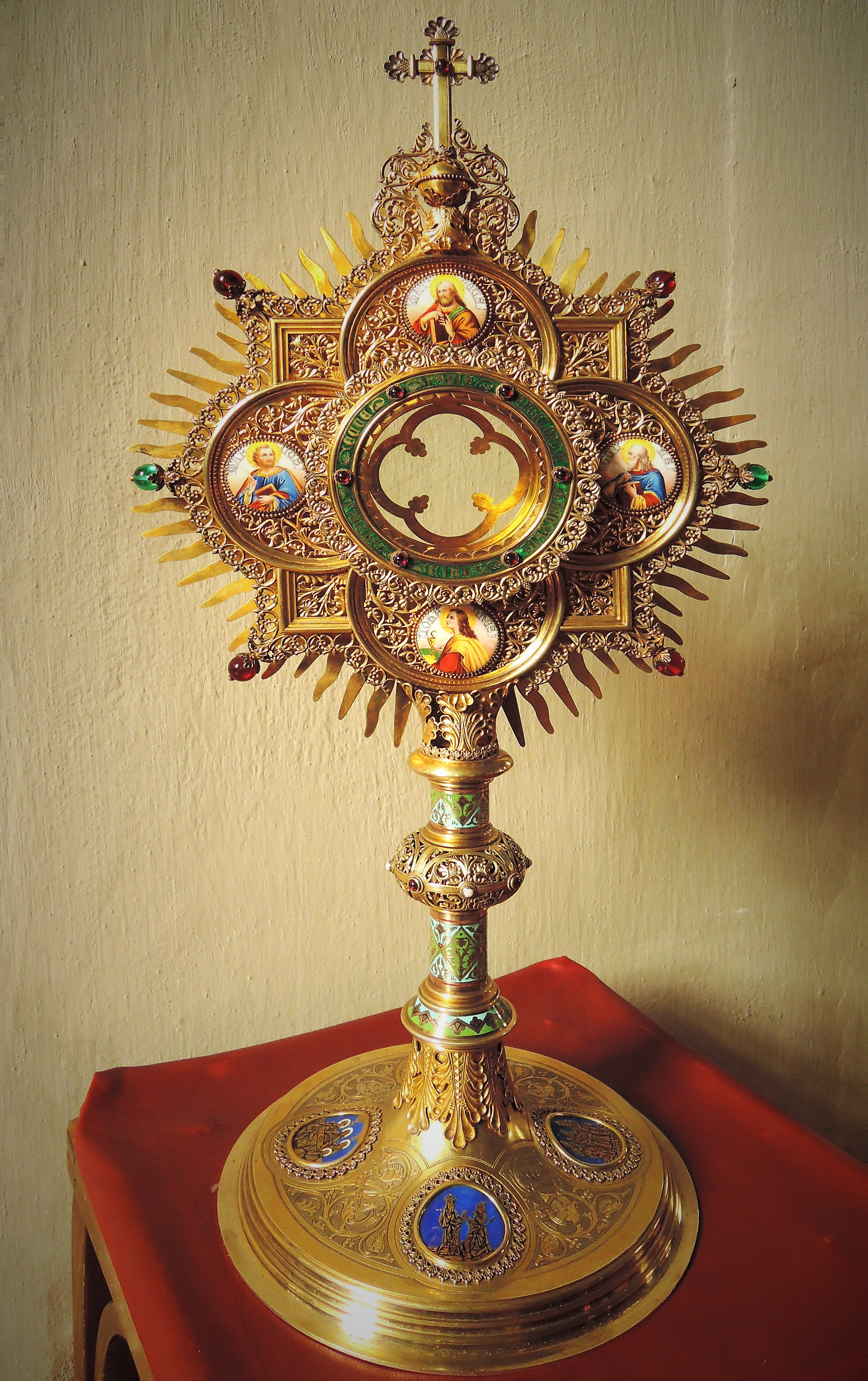
Neoromanische Monstranz
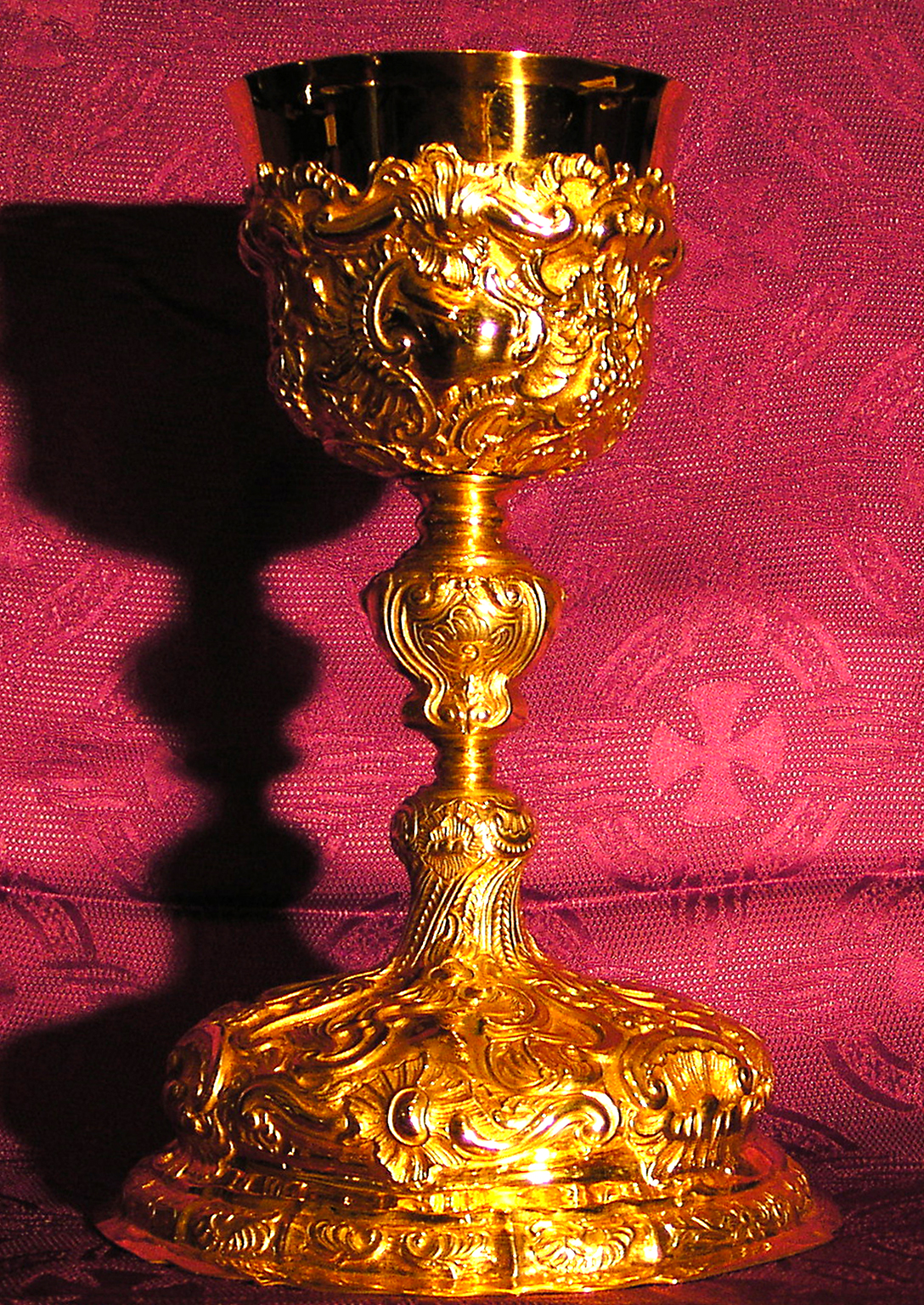
Barockkelch

## Orgel

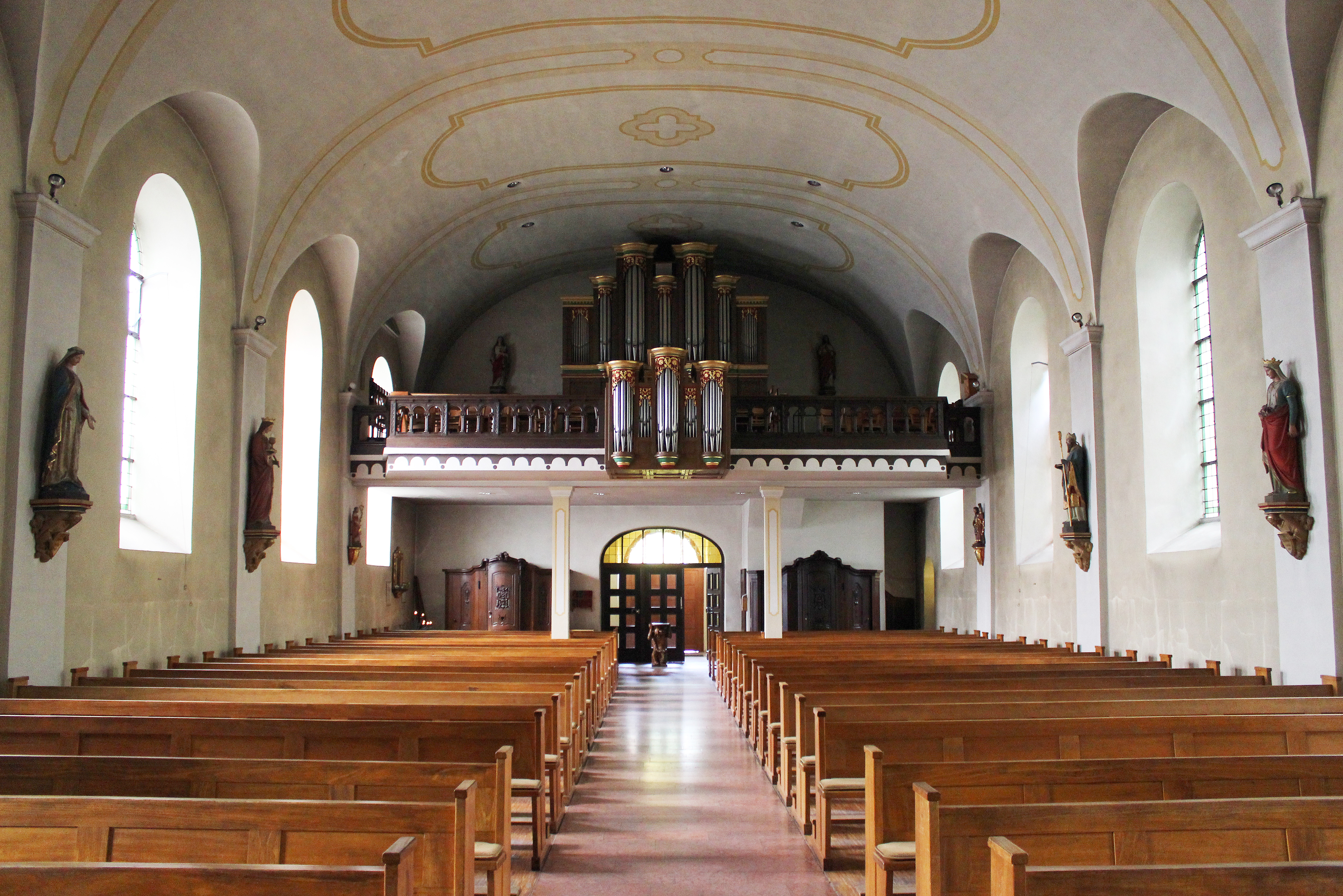
Blick zur Orgelempore

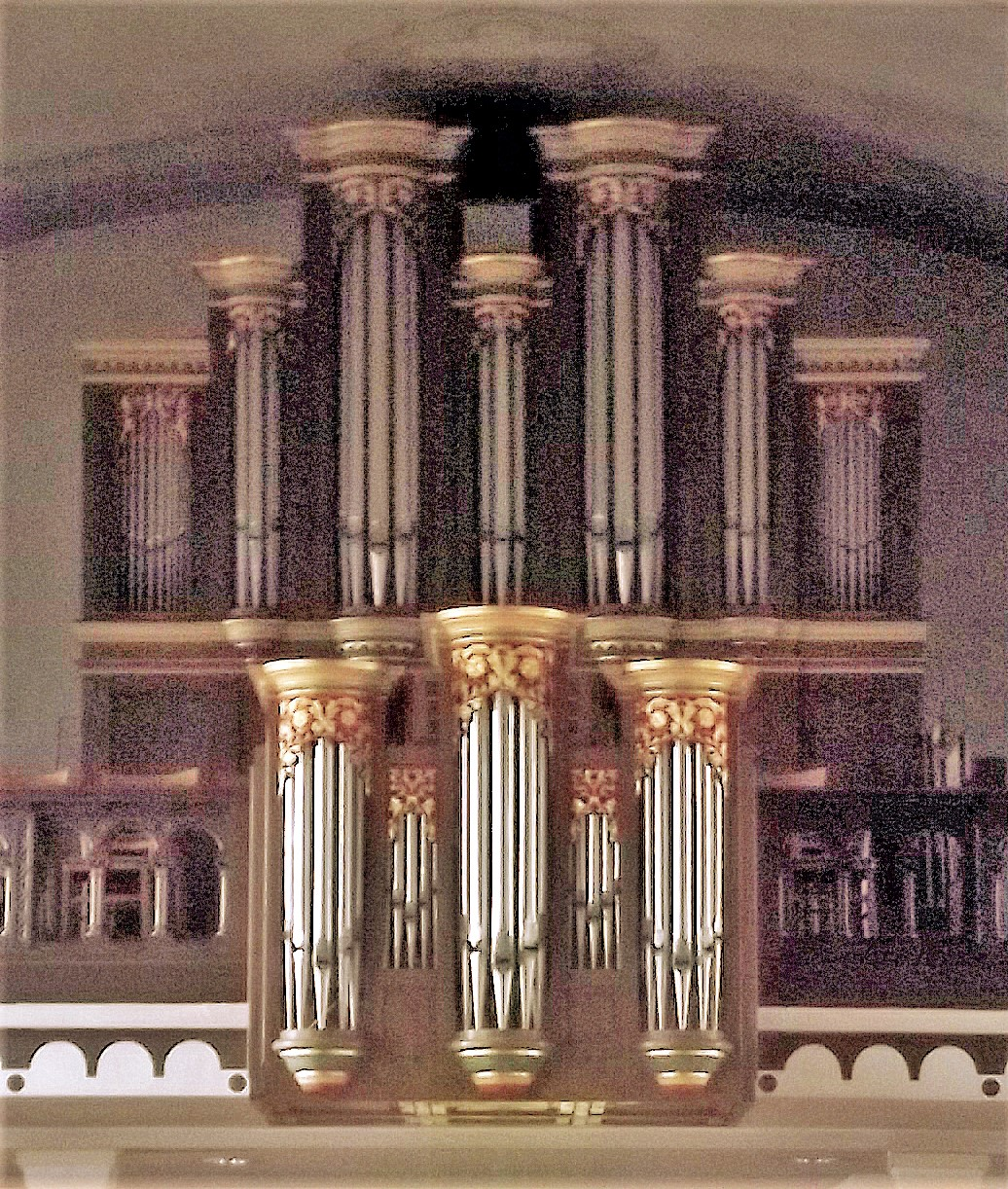
Orgelprospekt

Von 1860 bis 1974 befand sich in der Kirche eine im Jahr 1860 erbaute Orgel von Heinrich Wilhelm Breidenfeld (Trier). Das ursprünglich einmanualige Instrument wurde 1948 durch Julius Reimsbach (Wallerfangen) um ein zweites Manual auf Kegelladen erweitert und umgebaut. Das erste Manual (Hauptwerk) und das Pedal besaßen Schleifladen. Das Instrument verfügte über 19 Register.
Die heutige Orgel wurde 1974 von der Firma Hugo Mayer Orgelbau (Heusweiler) unter Verwendung des historischen Gehäuses der Breidenfeld-Orgel von 1860 erbaut. Das Rückpositiv wurde neu angefertigt. Das Schleifladen-Instrument verfügt über 23 Register, verteilt auf 2 Manuale und Pedal. Die Spieltraktur ist mechanisch, die Registertraktur elektrisch. Die Disposition lautet:
| I Hauptwerk C–g3 |            |       |
| 1.               | Gedackt    | 16′   |
| 2.               | Principal  | 8′    |
| 3.               | Hohlflöte  | 8′    |
| 4.               | Gamba      | 8′    |
| 5.               | Octave     | 4′    |
| 6.               | Salicional | 4′    |
| 7.               | Quinte     | 2 ⁄3′ |
| 8.               | Octave     | 2′    |
| 9.               | Mixtur IV  | 1 ⁄3′ |
| 10.              | Trompete   | 8′    |

| II Rückpositiv C–g3 |                |      |
| 11.                 | Gedackt        | 8′   |
| 12.                 | Praestant      | 4′   |
| 13.                 | Rohrflöte      | 4′   |
| 14.                 | Sesquialter II |      |
| 15.                 | Blockflöte     | 2′   |
| 16.                 | Octävlein      | 1′   |
| 17.                 | Scharff IV     | 2⁄3′ |
| 18.                 | Dulzian        | 16′  |
| 19.                 | Krummhorn      | 8′   |
|                     | Tremulant      |      |

| Pedal C–f1 |            |     |
| 20.        | Subbass    | 16′ |
| 21.        | Octave     | 8′  |
| 22.        | Offenflöte | 4′  |
| 23.        | Fagott     | 16′ |

- Koppeln: II/I, I/P, II/P
- Spielhilfen: 2 freie Kombinationen, Tutti

## Glocken
Im Jahr 1891 goss die Glockengießerei Mabilon in Saarburg für den Nalbacher Glockenturm eine Bronze-Glocke von 713 kg. Im Jahr 1905 wurde diese Glocke durch die Glockengießerei von Andreas Hamm in Frankenthal um drei Glocken (d´, 1225 kg; g´, 559 kg; a´, 380 kg) ergänzt. Die Glocken aus Frankenthal wurden im Ersten Weltkrieg requiriert. Im Jahr 1921 schaffte die Pfarrei vier Gussstahlglocken (d´, f´, g´, a´) vom Bochumer Verein an. Im Jahr 1951 ersetzte die Glockengießerei Paccard (Fonderie Paccard) in Annecy die bisherige Bochumer a´-Glocke durch eine b´-Glocke mit einem Durchmesser von 85 cm. Im Glockengeschoss des Kirchturmes sind also drei Stahl- und zwei Bronzeglocken aufgehängt. Die aktuelle Gesamtdisposition des fünfstimmigen Geläutes lautet: d', f', g', b', c".

## Pfarrer

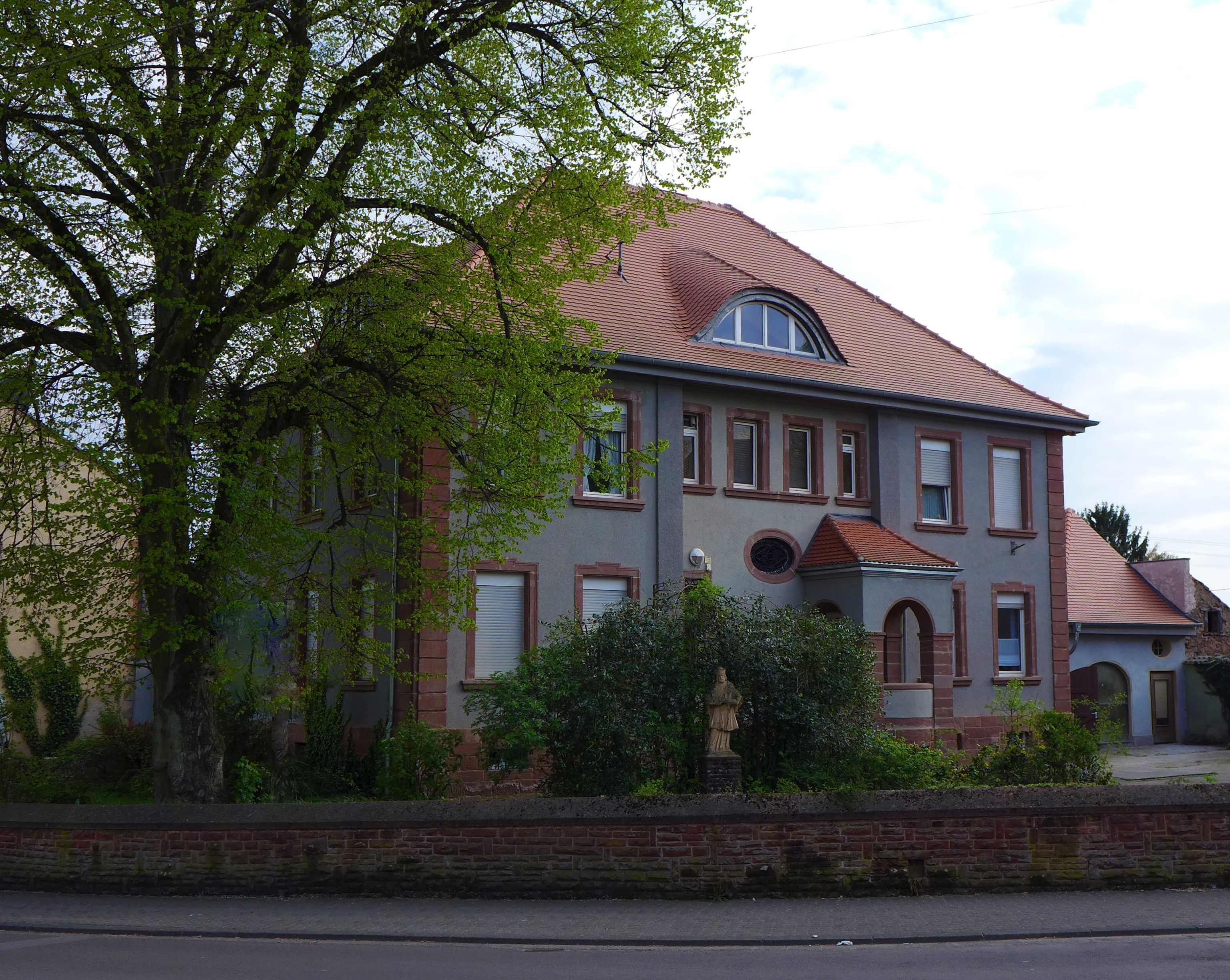
St. Peter und Paul (Nalbach), Pfarrhaus gegenüber der Kirche, errichtet 1910/1911 durch den Dieffler Bauunternehmer Franz Schwarz im Stil der sogenannten Heimatschutzarchitektur, einer Weiterentwicklung des Historismus

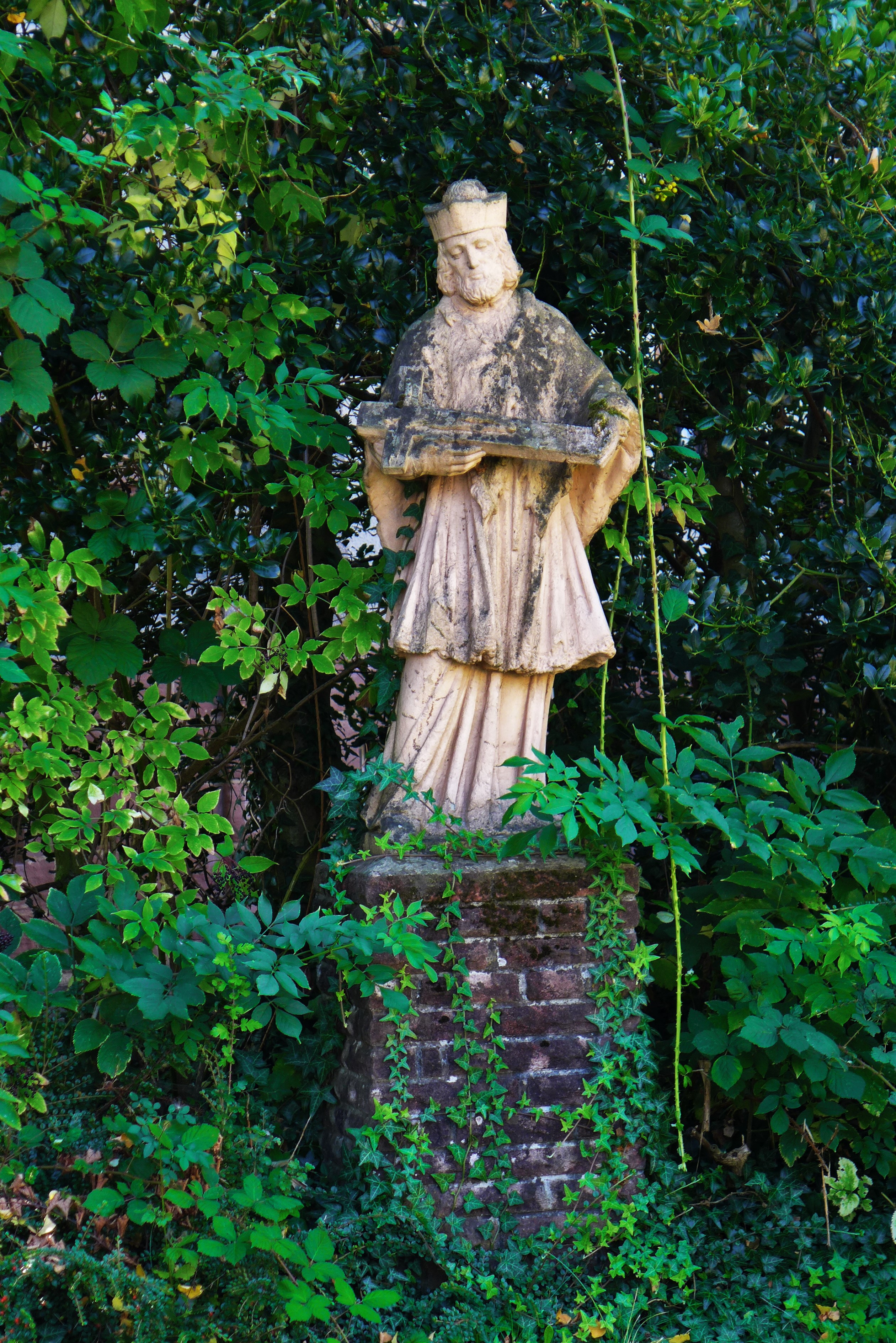
Nalbach, Hubertusstraße, Statue des Johannes Nepomuk im Vorgarten des Pfarrhauses

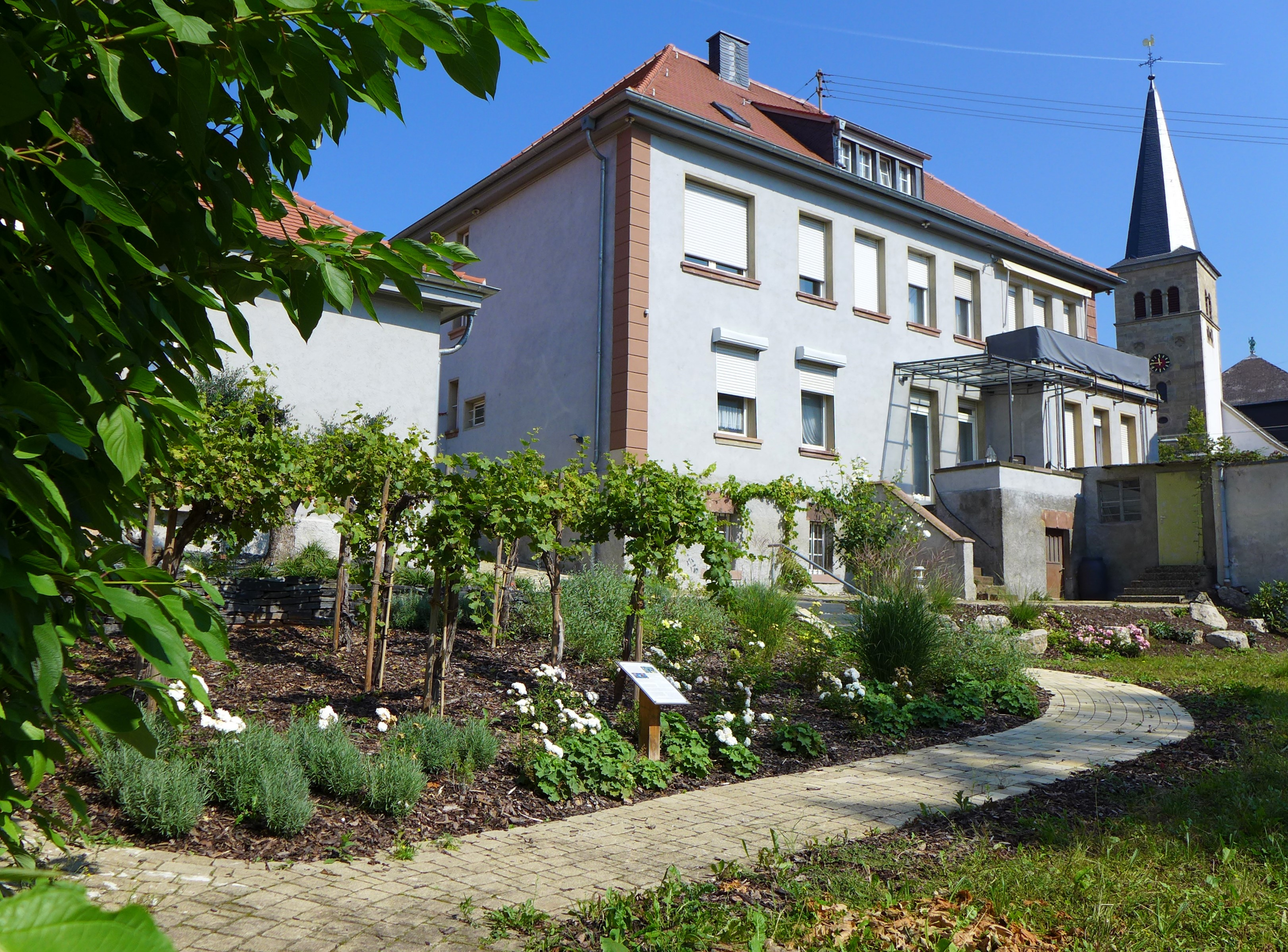
Nalbach, Pfarrhausgarten, „Bibelgarten“ der Pfarrgemeinde St. Peter und Paul

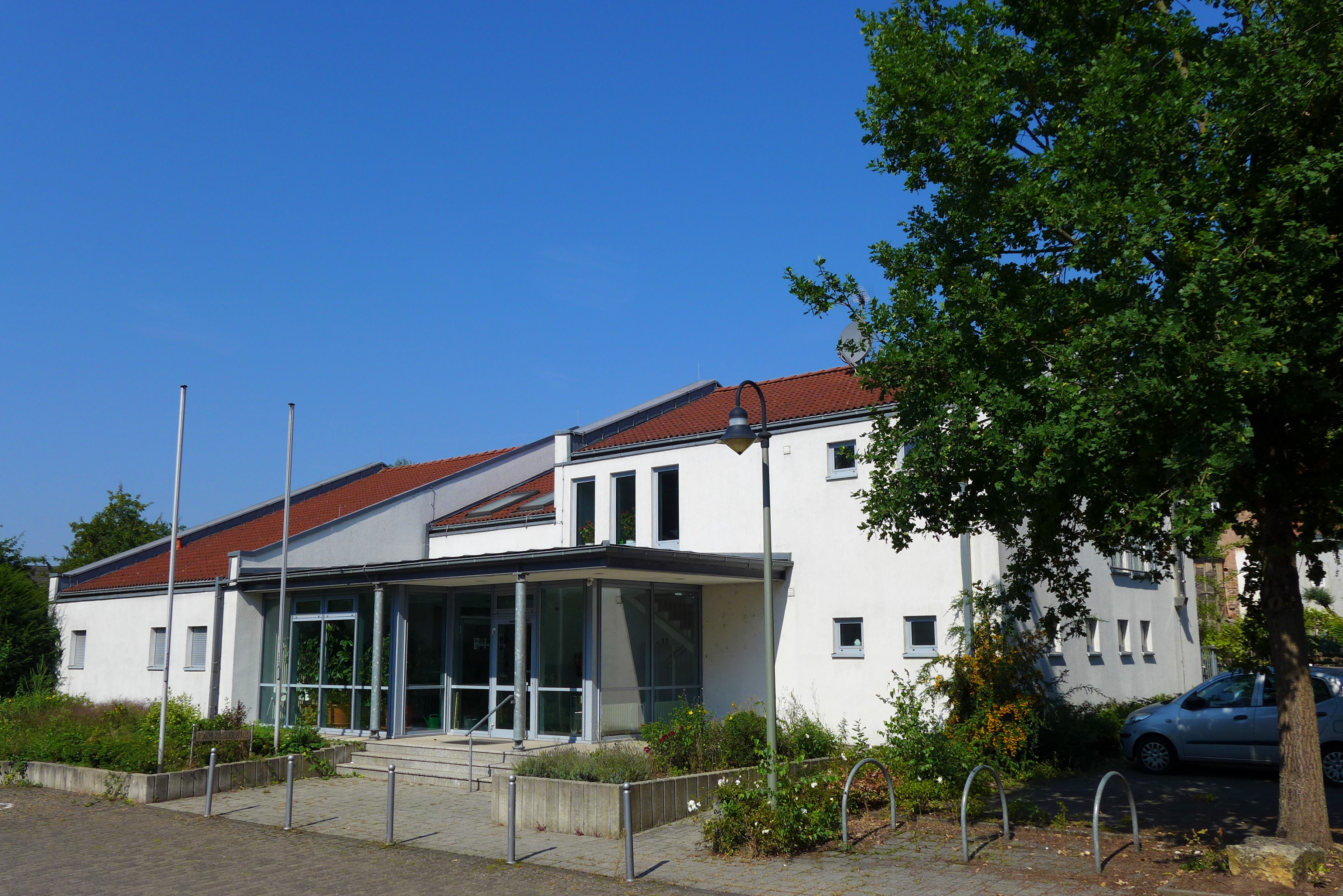
Nalbach, Pfarrheim „Jakob-Ziegler-Haus“ der Pfarrgemeinde St. Peter und Paul

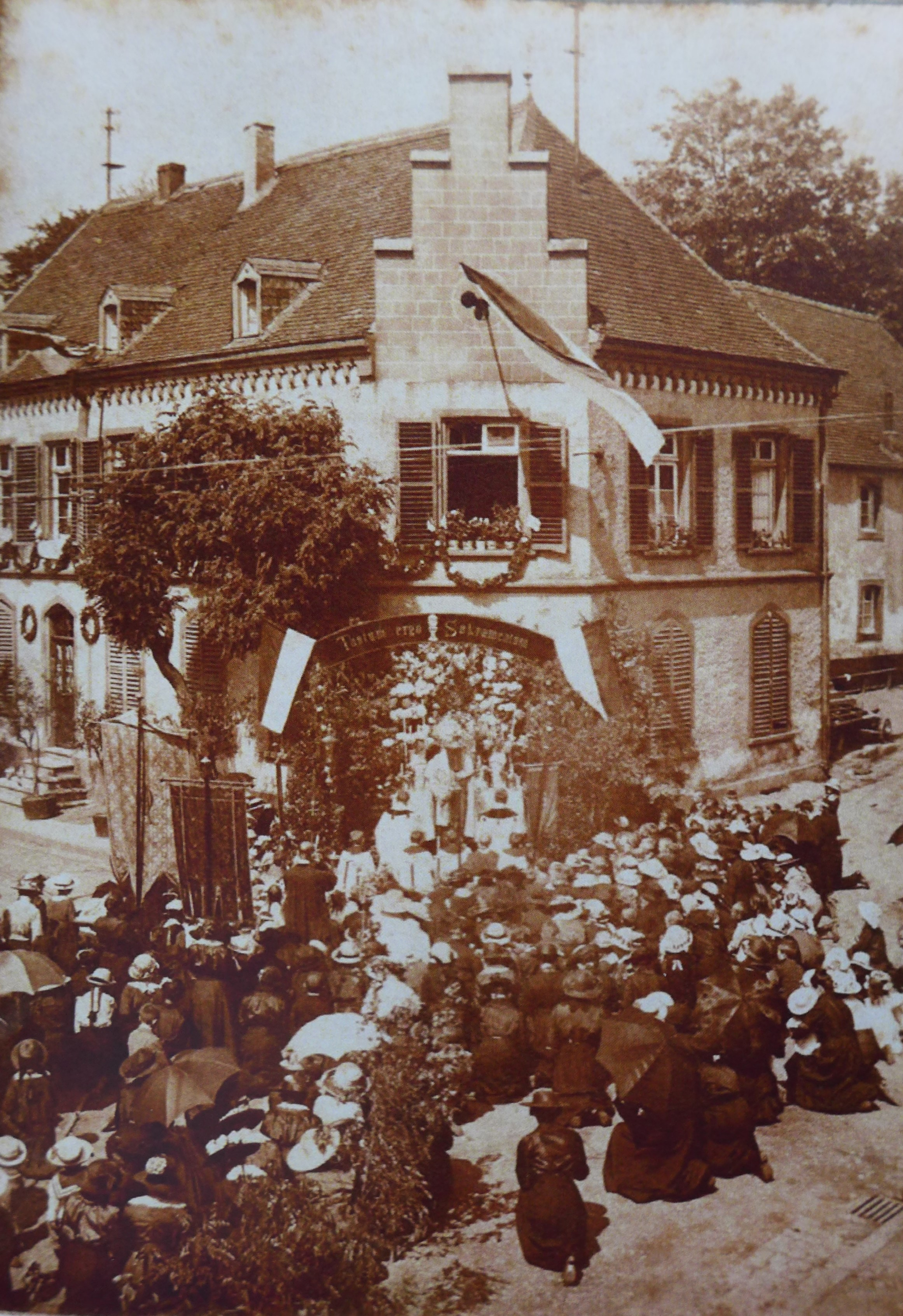
Ehemaliges Nalbacher Schwesternhaus mit gotisierendem Treppengiebel an der Ecke Hubertusstraße/Etzelbachstraße, erbaut 1878 als Wohn- und Geschäftshaus von Matthias Werny, 1909 der Pfarrgemeinde übereignet, abgerissen 1977 zugunsten der Litermontapotheke, Aufnahme Fronleichnam 1917

Eine lückenlose Liste der Nalbacher Pfarrer ist erst seit dem Ende des Mittelalters dokumentiert:
- bis 1460: Johann Wassenberg
- 1460–1464: Johannes Mull
- 1464–1493: Nikolaus Honrait (Nach Verlust in einem juristischen Prozess gegen die Einwohner von Körprich musste Honrait alle 14 Tage in der Körpricher St.-Michaels-Kapelle eine Messe lesen.)
- 1493–1494: Matthäus de Schoeneck
- 1494–1500: Gerardus de Gondringen
- 1500–1500: Johann Urg (Tod im Amtsantrittsjahr)
- nach 1500: Nikolaus de Schuppingen
- bis 1576: Johann Reinart
- 1576–1590: Matthias Vitensis
- 1590–1627: Jakob Rodenmacher (angebliche Konversion zum Protestantismus und Abhaltung evangelischer Gottesdienste in der Körpricher St. Michaelskapelle)
- 1627–1630: Caspar Jungmann (Versetzung auf eigenen Wunsch im Jahr 1630)
- 1630–1635: Georg Turck (Flucht Turcks vor den Schweden im Herbst 1635 / Vakanz der Pfarrei bis 1643 / zeitweise Betreuung der Pfarrei durch den Dillinger Pfarrer Hecker)
- 1647–1677: Matthias Jansen (Verweigerung des Körpricher Gottesdienstes in Ermangelung dortiger Messgewänder)
- 1677–1679: Johann Scholand (Verweigerung des Körpricher Gottesdienstes / Abhaltung von drei Messen pro Jahr in Körprich)
- 1679–1687: Johann Habscheid (bei einem epileptischen Anfall fiel Habscheid in Piesbach ins offene Feuer und starb an den Verbrennungen / Habscheids Cooperator Ägidius Ronvall wurde wegen Alkoholismus versetzt und durch Vikar Johann Manderscheid ersetzt.)
- 1688–1713: Johannes Coenen (I), (Anlage der ersten Kirchenbücher im Jahr 1688, heute im Standesamt Nalbach, in Streitigkeiten um die Messen in der Körpricher St. Michaelskapelle gewinnt Coenen den juristischen Prozess gegen die Körpricher Einwohner)
- 1713–1747: Johann Wilhelm Mentges
- 1747–1783: Johann Wilhelm Jodokus Koettingen (Erbauer der heutigen Nalbacher Kirche, Beisetzung Koettingens in der Nalbacher Kirche)
- 1783–1807: Johannes Coenen (II), (in seiner Amtszeit wurde Nalbach während der französischen Besetzung zur Succursalpfarrei im Kanton Lebach)
- 1807–1834: Matthias Kimmer (Erweiterung des Nalbacher Kirchengebäudes im Jahr 1828)
- 1834–1855: Johann Baptist Nothumb
- 1855–1870: Kaspar Ramers (Bau der Sakristei und Erweiterung des Pfarrarchives)
- 1870–1887: Reinhard Jakoby
- 1887–1890: Anton Eul (Zerstörung von Kirchturm und Glocken bei einem Brand im Jahr 1890; Wiederaufbau des Turmes und Bau eines Querschiffes)
- 1897–1901: Johann Lamberti (Bau der Dieffler Filialkirche St. Josef und St. Wendelin)
- 1901–1908: Peter Palzer
- 1908–1920: Wilhelm Schröder (Einrichtung eines Schwesternklosters in Nalbach, 1912–1974)
- 1920–1935: Richard Meffert (Auflösung der Pfarrei Nalbach; Alle Dörfer des Nalbacher Tales werden eigene Seelsorgebezirke, Zum alten Pfarrbezirk Nalbach gehören nur noch: Nalbach, Bierbach und der zu Saarwellingen gehörende Nalbacher Bahnhofsbezirk links der Prims)
- 1935–1949: Josef Jungbluth
- 1949–1975: Josef Loris
- 1975–1976: Pfarrverwalter Willi Neurohr
- 1976–1981: Leo Simon
- 1981–1992: Hermann Josef Kirsch
- 1993–2007: Bernd Schneider
- 2008[52]–2023: Manfred Plunien

## Kapläne
In Nalbach wirkten seit 1870 folgende Kapläne:
- vor 1870: Johann Baptist Büdinger und Karl Josef Schuller
- um 1885: Kaplan Anheier
- 1891–?: Kaplan Wagner
- 1898–1901: Michael Rausch
- 1899–1900: Peter Kolbusch
- 1900–1909: Richard Brenner (danach bis 1914 Vikar in Diefflen)
- 1901–1904: Franz Schreiber
- 1902–1903: Nikolaus Duplang
- 1903–1908: Peter Jürgens
- 1908–1910: Jakob Weisenahl
- 1909–1910: Peter Jünker
- 1910–1911: Alfons Elcheroth
- 1911–1918: Johann Hurt
- 1911–1912: Matthias Jacobs
- 1912–1913: Matthias Laros
- 1913–1917: Peter Gerhards
- 1917–1918: Wilhelm Spang
- 1918–1921: Nikolaus Schillo (bis 1924 Pfarrvikar in Körprich)
- 1918–1921: Bernhard Brand (ab 1921 bis 1935 erster Pfarrer von Piesbach)
- 1921–1924: Jakob Cornelius
- 1922–1924: Josef Schuler
- 1924–1927: August Alt
- 1927–1932: Richard Mohr
- 1932–1933: August Klein
- 1934–1937: Alois Fuchs
- 1937–1940: Karl Manderscheid
- 1940–1941: Ludwig Gillen

## Grablegen in der Kirche
In der Nalbacher Kirche sind nachweislich nach deren barockem Neubau (1765–1767) unter Pastor Johann Wilhelm Jodokus Koettingen (Amtszeit 1747–1783) folgende Personen bestattet worden:
- Adam Schamper († 5. August 1748), Hobmeier des Stiftes St. Simeon, begraben im Chor der Kirche (1749)[55]
- Johann Peter Gross († 2. Februar 1750), ein Verwandter mütterlicherseits von Pastor Koettingen, Bürger aus Köln (1750)[56]
- Katharina Koettingen geb. Gross († 7. Februar 1752 im Alter von 78 Jahren), Mutter von Pastor Koettingen, geboren in Wissen an der Sieg, beigesetzt am Fuße des Hubertusaltars (1752)[57]
- Anna Katharina Augustin (20. Dezember 1731 bis 3. April 1752), Tochter des Hobmeiers Peter Augustin, wegen ihrer „Sittsamkeit und vortrefflichen Tugenden vor dem Marienaltar bestattet“ (1752)[58]
- Anna Spurk (* vor 1688 bis 9. April 1760), Witwe des Hochgerichtsmeiers Nikolaus Bauer (1760)[59]
- Peter Jost (16. April 1760), aus Diefflen, „ein wohlerzogener und äußerst tüchtiger Jüngling“ (1760)[60]
- Peter Augustin (get. 5. März 1705; † 28. Oktober 1761) aus Diefflen, Hobmeier des Stiftes St. Simeon, Vater von Anna Katharina Augustin (s. o.), (1761)[61]
- Juliana Koettingen, geboren in Wissen an der Sieg († 7. Februar 1752), Schwester des Pastors, im Chor bei der Kanzel bestattet (1763)[62]
- Nikolaus Müller (get. 11. Februar 1691; † 3. April 1764), bis 1764 Müller bei der Bettstadter Mühle, Kirchenschöffe, „ein friedfertiger, frommer und vorzüglicher Mann von 70 Jahren“ (1764)[63]

- Johann Jakob Schamper († 20. August 1764), Vikar in Nalbach, beigesetzt im Chor bei der alten Tür im Turm, (1764)[64]
- Nikolaus Dehe († 20. Februar 1781), 1754 Müller in Dillingen, 1769 Müller in der Bettinger Mühle, ab ungefähr 1772 Bannmüller des Stiftes St. Simon, (1781)[65]
- Magdalena Koettingen, geboren in Wissen an der Sieg, Schwester des Pastors Koettingen, verh. mit Johann Dörner (Bruder von Joseph Ignaz Dörner, Professor der medizinischen Fakultät in Trier), († 3. Februar 1782), (1782)[66]
- Pastor Johann Wilhelm Jodokus Koettingen († 9. Februar 1783), Erbauer der barocken Nalbacher Kirche sowie der Körpricher Kapelle St. Michael, 46 Jahre Priester, begraben im Chor der Pfarrkirche (11. Februar 1783)[67]

## Friedhöfe

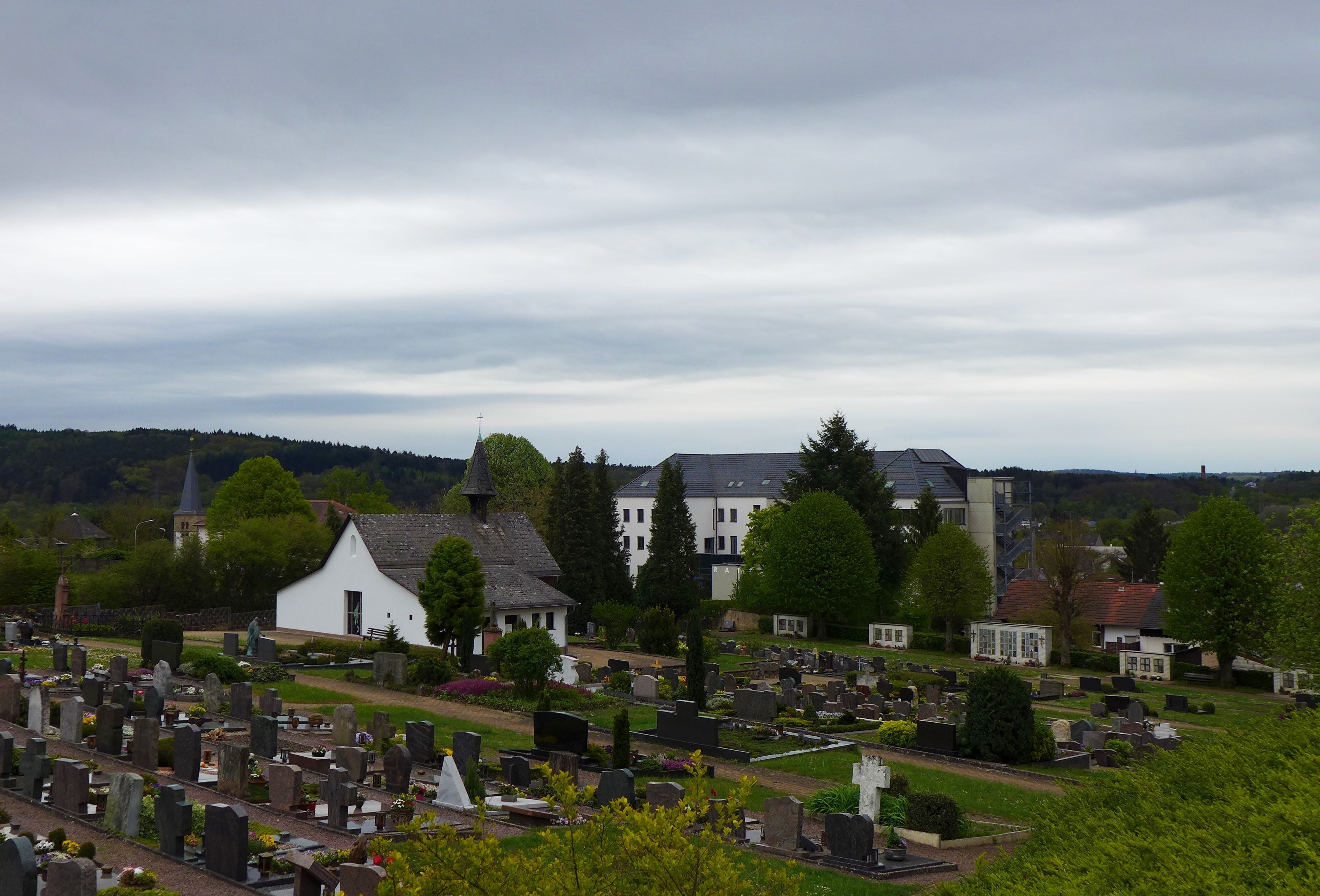
Nalbach, Friedhof mit (v. l. n. r.) dem Kirchturm, der Friedhofskapelle und dem Rathaus

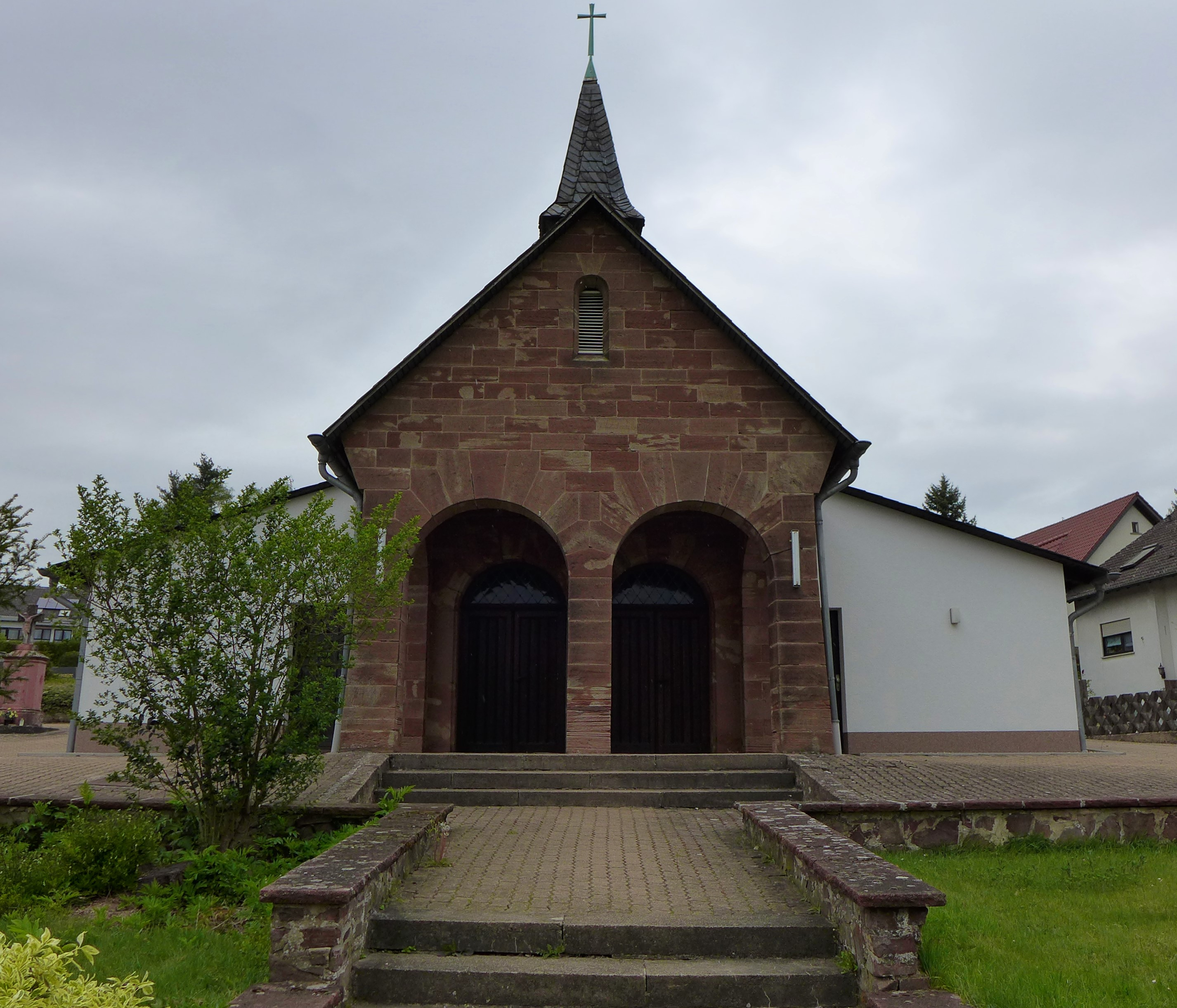
Nalbach, Friedhofshalle

Im Mittelalter wurden alle Toten des Nalbacher Tales auf dem Nalbacher Kirchhof bestattet. Bestattungen bei der Körpricher Michaelskapelle gab es erstmals in den Jahren 1695 bis 1705, als Körprich, das von allen Nalbacher Talgemeinden am weitesten von der Nalbacher St. Peter und Paul entfernt lag, kirchlich eine größere Selbständigkeit gegenüber Nalbach anstrebte. Als im Jahr 1762 die gotische Nalbacher Kirche zugunsten eines barocken Neubaues abgerissen wurde und der Nalbacher Kirchhof deshalb nicht belegbar war, wurden für vier Wochen alle Toten des Nalbacher Tales auf dem Kirchhof der Körpricher Kapelle beerdigt. Anschließend benutzte man aber wieder den Nalbacher Kirchhof bis zum Jahr 1867, als in Körprich wieder der eigene Kapellenfriedhof benutzt wurde und man im Jahr 1868 in Nalbach den aktuellen Friedhof zwischen Fußbachstraße und Galgenberg anlegte. Dieser Friedhof war als Friedhof von Nalbach, Piesbach, Bettstadt, Bilsdorf und Diefflen konzipiert. Diese Funktion verlor er mit der Anlage von eigenen Friedhöfen in den einzelnen Dörfern des Nalbacher Tales im Zusammenhang mit der kirchlichen Abtrennung von der Nalbacher Mutterpfarrei. Der jahrhundertealte Kirchhof bei der Nalbacher Kirche wurde in der Folgezeit eingeebnet. In den Jahren 1953/1954 wurde die Friedhofskapelle auf dem Nalbacher Friedhof errichtet. Nach einem Beschluss des Nalbacher Gemeinderates vom 5. Februar 1957 wurde hier ein Ehrenmal für die Getöteten der beiden Weltkriege des 20. Jahrhunderts eingerichtet.

### Archäologische Ausgrabungen
Im Gefolge von Ausschachtungsarbeiten zur Errichtung einer Bankfiliale der Kreissparkasse Saarlouis neben der Nalbacher Kirche auf dem Areal des mittelalterlichen Kirchhofes (Ecke Hubertusstraße-Piesbacher Straße) wurden im Herbst 2016 bei archäologischen Ausgrabungen des Landesamtes für Denkmalpflege des Saarlandes zahlreiche menschliche Skelette und die Fundamente eines ehemaligen Sakralbaues mit Turmanbau gefunden.
Das Neubauvorhaben im Zentrum von Nalbach erstreckte sich nicht nur im Bereich einer erst in jüngerer Zeit abgetragenen Vorgängerbebauung eines neobarocken Gasthofes, sondern nach Osten auch in den ehemaligen, mindestens bis ins Jahr 1868 genutzten Pfarrfriedhof und in einen schmalen Streifen dicht nördlich davon. Der Großteil der Gräber war zeitlich dem 18. bis 19. Jahrhundert zuzuordnen. Einzelne Bestattungen allerdings waren nach Grabsitten und Stratigrafie älter und gaben sich auch durch eine etwas andere Orientierung zu erkennen. Sie wurden großteils systematisch freigelegt und dokumentiert, konnten aber aufgrund des Fehlens von Grabbeigaben zunächst nicht genauer datiert werden.
Der schmale Geländestreifen im Norden entlang der Piesbacher Straße lieferte eine Fülle von Architekturbefunden, die allerdings wegen der Begrenztheit der archäologisch untersuchbaren Fläche vielfach unverständlich blieben. Teilweise konnten die Befunde auch nur im Profil erfasst werden. Stratigrafisch ließen sich mindestens vier mittelalterliche Phasen unterscheiden. Die dem Mittelalter zuzuordnenden Phasen waren durch jüngere Einbauten massiv gestört. Die ältesten Keramikfunde, darunter Scherben mit Rollrädchenverzierungen, reichten mindestens ins Hochmittelalter (ca. 1050 bis 1250) zurück. Sie stammen aus der ältesten aufgefundenen Kulturschicht der Grabung. Jünger war der Brandschutt eines Fachwerkhauses, das nur in einem kleinen Bereich dokumentiert werden konnte.
Noch jünger als der Fachwerkbau war ein größeres zweiphasiges Steinhaus, das teilweise erstaunliche Mauerstärken und mit einer Länge von mindestens 12,50 m eine in einem dörflichen Umfeld stattliche Größe aufwies. Die Südwand des Steinhauses war von einer Schicht überlagert, die vermutlich Keramik des 15. Jahrhunderts enthielt. Der Stampflehmfußbodens des Steinhauses war dem 18. Jahrhundert zuzuordnen. In diesen Fußboden war eine Grube eingetieft, die nach Maßen und Trapezform die Archäologen an eine Körperbestattung denken ließ. Allerdings konnte in der Grube nichts gefunden werden. Südlich außerhalb des großen Steingebäudes fanden die Archäologen parallel zur Längswand mehrere Gräber. Ebenso entdeckte man unter einer Mauer des großen Steinhauses einzelne Gräber gleicher Ausrichtung. Demnach muss das Gebäude in einem bereits bestehenden Friedhof errichtet worden sein, der danach südlich des Gebäudes möglicherweise weiter benutzt wurde.
Vieles deutet also darauf hin, dass das große Steingebäude eine Kirche gewesen sein könnte. Vielleicht handelt es sich um den im Jahr 1761 abgebrochenen Vorgängerbau der heutigen, in den Jahren 1765 bis 1767 errichteten Pfarrkirche. Die Vermutung bleibt unsicher, denn bisher ging man, auch aufgrund der Archivalien, davon aus, dass der gotische Vorgängerbau der Nalbacher Pfarrkirche am Ort der jetzigen Kirche gelegen sei. Der annähernd quadratische Raum des Steinbaues könnte der Überrest eines Glockenturmes gewesen sein. Da die Pfarrei Nalbach mindestens ins Hochmittelalter zurückreicht, muss es auch eine vorgotische Pfarrkirche gegeben haben, die urkundlich bereits im Jahr 1154 erwähnt wurde. Der Steinbau, zumindest seine ältere Form, könnte im Laufe des Hochmittelalters im Stil der Romanik errichtet worden sein, während seine jüngeren Phase der spätmittelalterlichen Gotik zuzuordnen wäre. Vielleicht handelt es sich um die Reste der 1761 abgebrochenen mittelalterlichen Pfarrkirche oder einer Friedhofskapelle.